# Bahnstrecke Chur–Arosa
| Strecke                                                |       | von Rorschach                            | von Rorschach                            |
| Abzweig geradeaus und von rechts                       |       | von Landquart                            | von Landquart                            |
| Bahnhof                                                | 0,00  | Chur                                     | 584 m ü. M.                              |
| Abzweig geradeaus und nach rechts                      |       | nach Thusis                              | nach Thusis                              |
| Haltepunkt / Haltestelle                               | 0,76  | Chur Altstadt / Plessur                  | 595 m ü. M.                              |
| Dienststation / Betriebs- oder Güterbahnhof            | 1,42  | Chur-Sand ehem. Depot                    | 601 m ü. M.                              |
| ehemaliger Haltepunkt / Haltestelle                    | 2,24  | Chur-Sassal (bis 2001)                   | 620 m ü. M.                              |
| Tunnel                                                 |       | Sassal I (25 m)                          | Sassal I (25 m)                          |
| Tunnel                                                 |       | Sassal II (87 m)                         | Sassal II (87 m)                         |
| Tunnel                                                 |       | Sassal III (18 m)                        | Sassal III (18 m)                        |
| Tunnel                                                 |       | Galerie Sassal (50 m)                    | Galerie Sassal (50 m)                    |
| Tunnel                                                 |       | Meiersboden (19 m)                       | Meiersboden (19 m)                       |
| Tunnel                                                 |       | Nesslaries (19 m)                        | Nesslaries (19 m)                        |
| Brücke                                                 |       | Äusserer Eichwald (47 m)                 | Äusserer Eichwald (47 m)                 |
| Brücke                                                 |       | Dorfbach (61 m)                          | Dorfbach (61 m)                          |
| Tunnel                                                 |       | Spundätscha (283 m)                      | Spundätscha (283 m)                      |
| Brücke über Wasserlauf                                 |       | Schmalztobel (127 m)                     | Schmalztobel (127 m)                     |
| Tunnel                                                 |       | Gitzistein II (47 m)                     | Gitzistein II (47 m)                     |
| Tunnel                                                 |       | Gitzistein III (58 m)                    | Gitzistein III (58 m)                    |
| Tunnel                                                 |       | Saxernase (51 m)                         | Saxernase (51 m)                         |
| Dienststation / Betriebs- oder Güterbahnhof            | 5,83  | Untersax                                 | 782 m ü. M.                              |
| Brücke über Wasserlauf                                 |       | Calfreisertobel-Viadukt (77 m)           | Calfreisertobel-Viadukt (77 m)           |
| Tunnel                                                 |       | Steinboden (188 m)                       | Steinboden (188 m)                       |
| Brücke über Wasserlauf                                 |       | Castielertobel-Viadukt (92 m)            | Castielertobel-Viadukt (92 m)            |
| Tunnel                                                 |       | Bärenfalle (249 m)                       | Bärenfalle (249 m)                       |
| Tunnel                                                 |       | Cuorra (124 m)                           | Cuorra (124 m)                           |
| Brücke über Wasserlauf                                 |       | Schelmentobel-Viadukt (52 m)             | Schelmentobel-Viadukt (52 m)             |
| Bahnhof                                                | 8,73  | Lüen-Castiel                             | 938 m ü. M.                              |
| Tunnel                                                 |       | Lüener Rüfe (399 m)                      | Lüener Rüfe (399 m)                      |
| Brücke über Wasserlauf                                 |       | Clasaurer Tobel (58 m)                   | Clasaurer Tobel (58 m)                   |
| Tunnel                                                 |       | Clasaurer (92 m)                         | Clasaurer (92 m)                         |
| Tunnel                                                 |       | Leidspinagrat (46 m)                     | Leidspinagrat (46 m)                     |
| Tunnel                                                 |       | Sandgrind (381 m)                        | Sandgrind (381 m)                        |
| Brücke über Wasserlauf                                 |       | Grosstobel-Viadukt (64 m)                | Grosstobel-Viadukt (64 m)                |
| Brücke über Wasserlauf                                 |       | Löchbächli (64 m)                        | Löchbächli (64 m)                        |
| Bahnhof                                                | 12,72 | St. Peter-Molinis                        | 1157 m ü. M.                             |
| Brücke über Wasserlauf                                 |       | Fatschazertobel-Viadukt (49 m)           | Fatschazertobel-Viadukt (49 m)           |
| Bahnhof                                                | 14,35 | Peist                                    | 1244 m ü. M.                             |
| Brücke über Wasserlauf                                 |       | Farbtobel-Viadukt (127 m)                | Farbtobel-Viadukt (127 m)                |
| Brücke über Wasserlauf                                 |       | Frauentobel-Viadukt (82 m)               | Frauentobel-Viadukt (82 m)               |
| Tunnel                                                 |       | Matten (114 m)                           | Matten (114 m)                           |
| Brücke über Wasserlauf                                 |       | Gründjitobel-Viadukt (144 m)             | Gründjitobel-Viadukt (144 m)             |
| Bahnhof                                                | 17,90 | Langwies GR                              | 1317 m ü. M.                             |
| Strecke unter Wasserlauf Anfang Hochstrecke            |       | Langwieser Viadukt (284 m), Sapüner Bach | Langwieser Viadukt (284 m), Sapüner Bach |
| Strecke unter Wasserlauf Ende Hochstrecke              |       | Plessur                                  | Plessur                                  |
|                                                        | 0     |                                          |                                          |
| Strecke von links · Bahnhof quer · Strecke nach rechts | 20,69 | Litzirüti                                | 1452 m ü. M.                             |
| Strecke nach links · Strecke quer · Strecke von rechts | 0     |                                          |                                          |
| Strecke von links · Strecke quer · Strecke nach rechts | 0     | Doppelschleife Litzirüti                 | Doppelschleife Litzirüti                 |
| Strecke nach links · Strecke von rechts                | 0     |                                          |                                          |
| Dienststation / Betriebs- oder Güterbahnhof            | 22,92 | Haspelgrube / Plessur                    | 1582 m ü. M.                             |
| Blockstelle                                            |       | Iselstrasse-Barriere / Stausee Isel      | Iselstrasse-Barriere / Stausee Isel      |
| Tunnel                                                 |       | Eck (20 m)                               | Eck (20 m)                               |
| Tunnel                                                 |       | Arosa-Tunnel (299 m)                     | Arosa-Tunnel (299 m)                     |
|                                                        |       |                                          |                                          |
| Bahnhof                                                | 25,68 | Arosa Obersee / Anschluss Weisshornbahn  | 1738 m ü. M.                             |
|                                                        |       |                                          |                                          |
| Betriebs-/Güterbahnhof Streckenende                    | 25,96 | Depot                                    | 1738 m ü. M.                             |
|                                                        |       |                                          |                                          |
| Quellen:                                               |       |                                          |                                          |

|                                |  |  |  |
| 1. 2. 3. 4. 5. 6. 7. 8. 9. 10. |  |  |  |

Die Bahnstrecke Chur–Arosa, auch Arosa-/Aroserbahn, Arosa-/Aroserlinie oder Arosa-/Aroserstrecke genannt, ist eine meterspurige Schweizer Schmalspurbahn. Sie wurde 1914 von der ehemaligen Aktiengesellschaft Chur-Arosa-Bahn (ChA) errichtet, um den Graubündner Kantonshauptort Chur mit dem Kurort Arosa zu verbinden. Seit 1942 ist sie in das Netz der Rhätischen Bahn (RhB) integriert. Der ehemalige Unternehmensname wird dabei bis heute synonym als Bezeichnung für die Bahnstrecke verwendet.

## Streckenbeschreibung

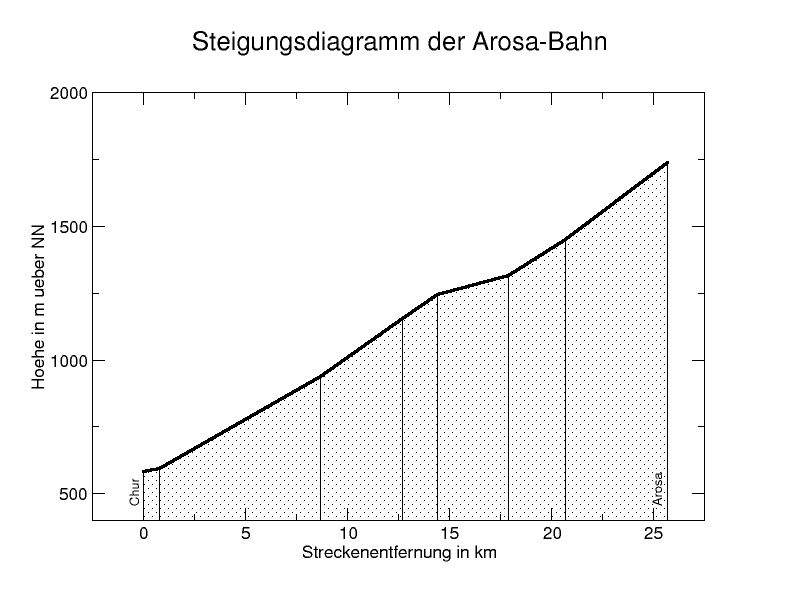
Steigungsdiagramm

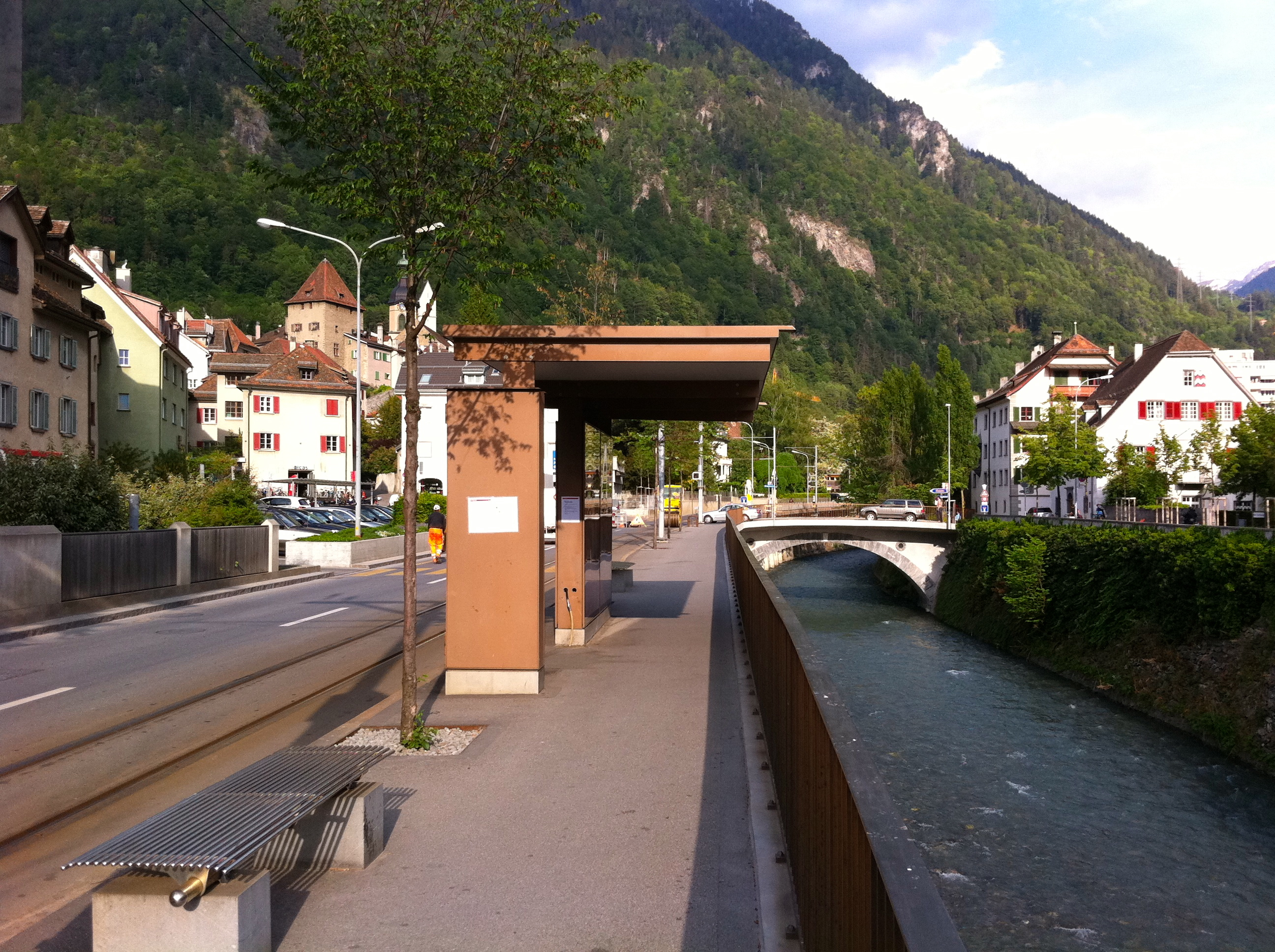
Haltestelle Chur Altstadt am Plessurquai

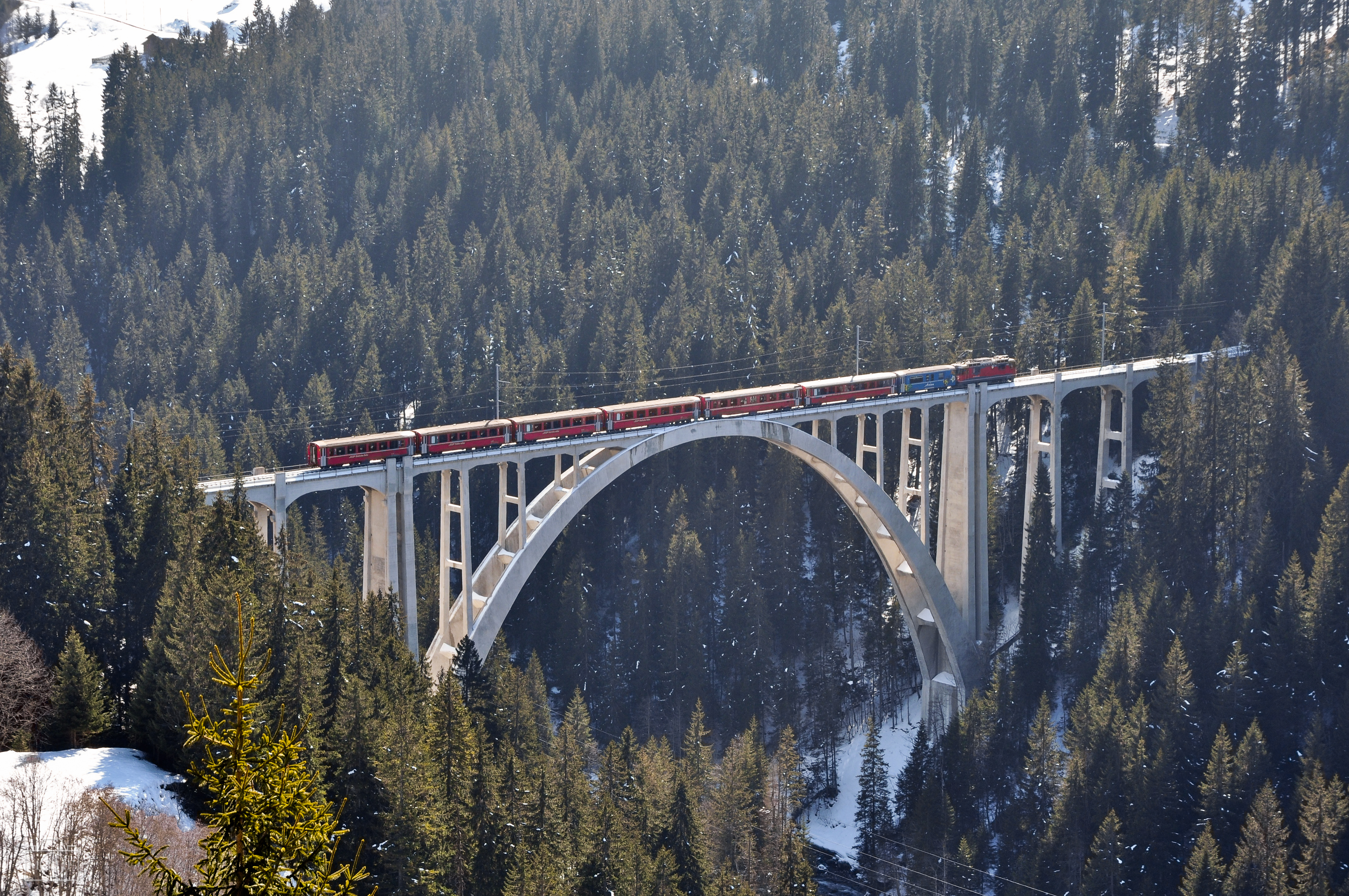
Der Langwieser Viadukt, das Wahrzeichen der Arosabahn

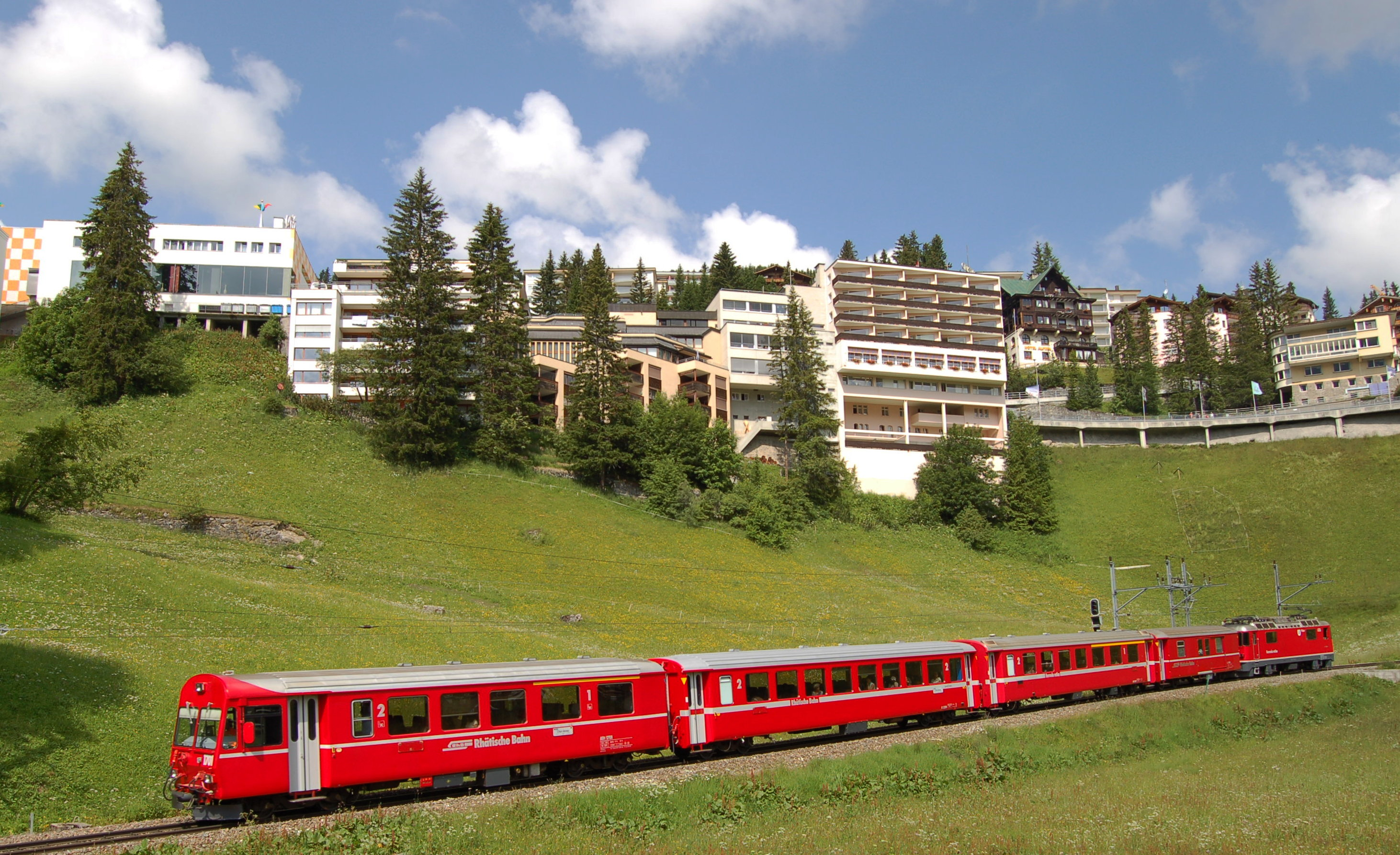
In der Seegrube Arosa oberhalb des Untersees

Die Stichbahn beginnt auf dem Vorplatz des Churer Bahnhofs, dort stehen den Zügen nach Arosa die beiden Gleise 1 und 2 mit jeweils einem Seitenbahnsteig zur Verfügung. Zur Bahnstrecke Landquart–Thusis besteht eine Gleisverbindung; diese wird jedoch nur für Dienstfahrten von und zur Hauptwerkstätte Landquart genutzt.
Nach der Abfahrt durchquert die Bahn das Stadtgebiet von Chur auf einem zunächst zweigleisigen Trasse. Dabei ist sie ähnlich einer Strassenbahn trassiert und mit Rillenschienen ausgerüstet. Besonders markant ist die diagonale Querung eines Kreisverkehrs. Nach circa einem halben Kilometer wird die Strecke kurz vor der Einmündung Grabenstrasse eingleisig. Bald darauf erreicht sie das rechte Ufer der Plessur. Es folgt die Haltestelle Chur Altstadt nahe dem historischen Ortskern, heute die einzige Haltestelle der Strecke. Kurz vor dem Ortsausgang von Chur passieren die Züge linkerhand das 1997 aufgehobene Depot- und Werkstattgelände Sand im gleichnamigen Stadtteil. Es dient heute einem Gleisbauunternehmen zur Unterbringung seiner Fahrzeuge, unabhängig davon besteht dort bis heute eine Ausweichmöglichkeit.
Anschliessend verlässt die Bahnstrecke etwa beim Kilometer 1,6 das Strassenplanum. Für ein paar hundert Meter verläuft sie nun rechts der Strasse auf Vignolschienen, bis die Züge die 2001 aufgelassene Haltestelle Chur-Sassal erreichen. Unmittelbar danach wird die Stadtgrenze Churs passiert, ab dort ist die Bahnstrecke dann gänzlich unabhängig von der Strasse trassiert und führt als Gebirgsbahn das Schanfigg hinauf.
Die weitere Strecke ist reich an Kunstbauten, darunter insgesamt 53 Brücken, 19 Tunnel sowie zwölf Lawinenschutz-Galerien. Grösste Kunstbauten sind das Langwieser Viadukt, das Gründjitobel-Viadukt – beide auf dem Gebiet der ehemaligen Gemeinde Langwies – sowie das Castielertobel-Viadukt zwischen Calfreisen und Castiel. Längster Tunnel ist der 399 Meter lange Lüener Rüfe.
Auf der Gesamtstrecke überwindet die Bahn insgesamt 1155 Höhenmeter und überquert dabei einmal die Plessur und dreimal die Schanfiggerstrasse. Unterwegs werden die fünf Zwischenbahnhöfe Lüen-Castiel, St. Peter-Molinis, Peist, Langwies GR und Litzirüti bedient, bevor die Bahn nach 25,681 Kilometern Fahrstrecke den am Obersee gelegenen Endbahnhof Arosa erreicht. Zwei zusätzliche Begegnungsmöglichkeiten bestehen in den Betriebsbahnhöfen Untersax und Haspelgrube.

## Betrieb
Für die Gesamtstrecke benötigen die Züge etwas über eine Stunde. Mit Ausnahme von Litzirüti und Langwies sind alle Zwischenstationen Haltestellen auf Verlangen. Es verkehrt stündlich ein Regio-Zug, für den Gesamtverkehr werden drei Garnituren benötigt. Planmässig gekreuzt wird in Lüen-Castiel und Litzirüti.
Neben den Regio-Zügen werden in der Wintersaison zusätzlich auch zwei RegioExpress-Zugpaare angeboten, welche nicht alle Zwischenhalte bedienen. In der Sommersaison führen zwei Regio-Zugpaare bei guter Witterung offene Sommerwagen mit.
Für den Güterverkehr auf der Strecke sind Fahrplantrassen für Fakultativzüge vorbereitet, das heisst Güterzüge verkehren nur bei grossem Bedarf. Im Normalfall werden die Güterwagen von den Regionalzügen mitgenommen.
Der Personentransport belief sich in den vergangenen Jahren auf rund 400'000 Einheiten pro Jahr. An Gütern – hauptsächlich in Form von Holz, Kies, Sand und Zement – wird mit der Arosabahn jährlich ein Volumen von gut 50'000 Tonnen spediert.

## Geschichte

### Projekte und Vorarbeiten
Die ersten Projekte für eine Eisenbahn von Chur nach Arosa entstanden um 1900, als man erkannte, dass die 1890 fertiggestellte Schanfiggerstrasse das Verkehrsaufkommen zum schnell expandierenden Kurort Arosa nicht würde bewältigen können. Der einheimische Kurarzt Carl Rüedi reichte als erster ein Konzessionsgesuch zum Bau einer entsprechenden Eisenbahnstrecke ein. Am 9. Februar 1901 fand in St. Peter eine Besprechung mit den Schanfigger Interessenvertretern statt. Es war geplant, die Linie entlang der Kantonsstrasse zu führen, nach entsprechender Verbreiterung derselben und mit einigen besonderen Linienführungen durch Tunnels an schwierigen Stellen. Der Endbahnhof war auf der Hubelwiese beim Hotel Hof Arosa vorgesehen. Nach dem unerwarteten Tod Rüedis im Juni 1901 verfiel seine Konzession, und die Pläne wurden nicht mehr weiterverfolgt.

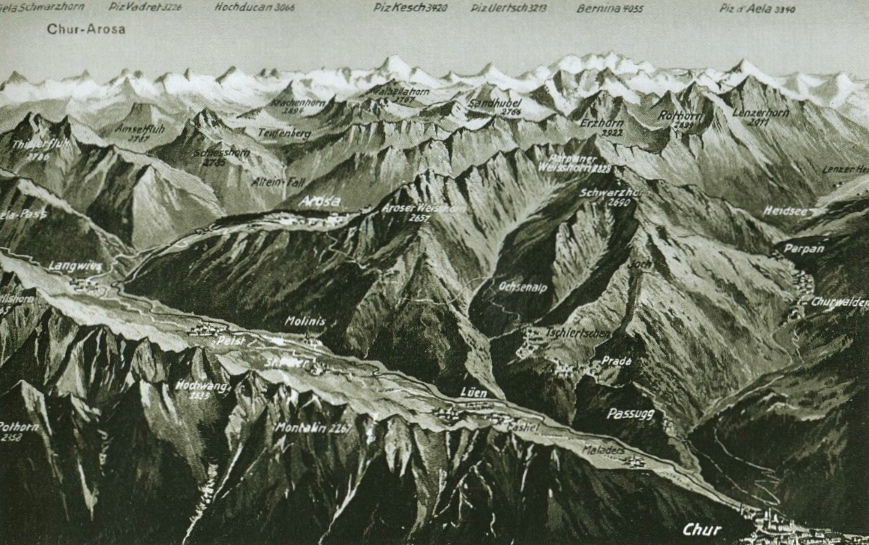
Streckenverlauf der Bahn (schwarz)

Im Januar 1903 war es der Churer Ingenieur Robert Wildberger mit seinem Kollegen Englert, der eine Konzession für den Bau einer elektrischen Bahn nach Arosa beantragte. Sein Antrag stand in Konkurrenz zu zahlreichen weiteren Gesuchen, die in der Zwischenzeit eingereicht worden waren. Die namhaftesten Gegenvorschläge stammten von der Zürcher Firma Müller, Zeerleder, Gobat & Thomann, der späteren Erbauerin des Gründjitobel-Viadukts, die gleich drei verschiedene Varianten ins Spiel brachte: Die erste sah eine 23,4 Kilometer lange Linie auf der linken Talseite der Plessur entlang vor. Das zweite Projekt, insgesamt 21,5 Kilometer lang, führte über Passugg und Tschiertschen via Litzirüti nach Arosa. Der dritte Vorschlag schliesslich folgte auf 28 Kilometern Länge im Wesentlichen der Schanfiggerstrasse. Die letztgenannten beiden Varianten sahen Zahnstangenabschnitte zur Überwindung der Steigung vor, was vom eigens von der Gemeinde Arosa beauftragten Gutachter Oberingenieur Moser in Zürich ausdrücklich nicht empfohlen wurde.
Angesichts der unterschiedlichen Interessen der Talgemeinden schlossen sich die bisherigen Konzessionsbewerber im März 1905 zur Ausarbeitung einer gemeinsamen Studie mit drei verschiedenen Varianten zusammen. Alle drei Vorschläge begannen auf dem Bahnhofplatz Chur, verliefen in Richtung Westen, überquerten die Plessur nahe beim Quartier Welschdörfli, unterfuhren den Rosenhügel in einem fünfhundert Meter langen Tunnel und hatten beim Bodmergut die erste Haltestelle. Ende Oktober 1907 lag schliesslich ein bereinigtes Projekt vor, das später zwar im Wesentlichen realisiert wurde, zu jenem Zeitpunkt von der Aroser Gemeindeversammlung jedoch abgelehnt wurde. Umstritten war insbesondere die Lage des Endbahnhofs Arosa. Infolgedessen beschloss die Gemeinde Arosa zunächst die genauere Prüfung eines weiteren Projekts der Firma Ahlsfeld & Spyri, die sogenannte Churwaldnerlinie, mit einer Linienführung von Chur via Passugg, Malix und Parpan nach Arosa und einer möglichen, späteren Anbindung der Lenzerheide. Kernstück dieses 32 Kilometer langen Vorhabens war eine Tunnelverbindung unter dem Urdenfürggli und dem Hörnli hindurch zum Wasserbodensee auf 2100 Metern. Die Endstation wäre in Innerarosa in der Nähe des Bergkirchlis zu liegen gekommen. Das Konzessionsgesuch lag am 15. Oktober 1908 vor.

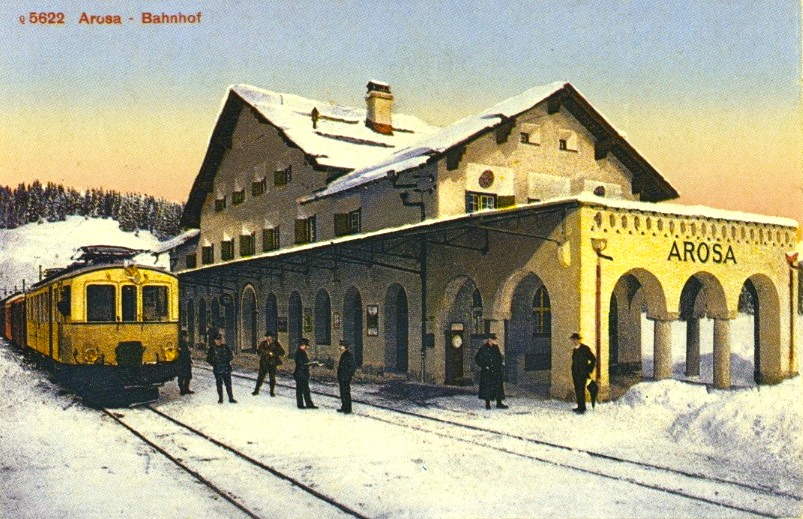
Der Bahnhof Arosa um 1915

Es folgte ein langwieriger Wettbewerb zwischen dem Projekt Wildberger & Co., das nochmals überarbeitet und von den Schanfigger Talgemeinden favorisiert wurde sowie dem Vorschlag von Ahlsfeld & Spyri, der zunächst auch die Unterstützung der Stadt Chur fand. Kurzzeitig kam nochmals ein Projekt via Tschiertschen ins Gespräch. Nach einer Bereinigungskonferenz im Dezember 1909 sprach sich der Churer Stadtrat für die Unterstützung des Wildbergerschen Vorhabens aus, was auch in Arosa einen Meinungsumschwung bewirkte und zu einem Rückzug des Konzessionsgesuches der Churwaldnerlinie führte. Ungeachtet dessen brachte Ingenieur Versell aus Chur noch eine neue, 24 Kilometer lange Variante ins Spiel – die sogenannte Lenzerheidebahn – via Malix, Praden, Tschiertschen und unter der Ochsenalp hindurch an den Obersee. Obwohl auch dieser Vorschlag in Arosa eine gewisse Sympathie genoss, konzentrierte man sich fortan auf die Finanzierung des Vorschlags von Wildberger, der eine reine Adhäsionsbahn mit maximal 60 ‰ Steigung vorsah. Im März 1910 erfolgten Verhandlungen über die Lage des Bahnhofs Arosa, und die Linienführung wurde optimiert. Da das Rollmaterial der RhB uneingeschränkt auf der Strecke fahren können sollte, wurde der minimale Kurvenradius auf 60 Meter festgelegt.

### Gründung der ChA und Bahnbau

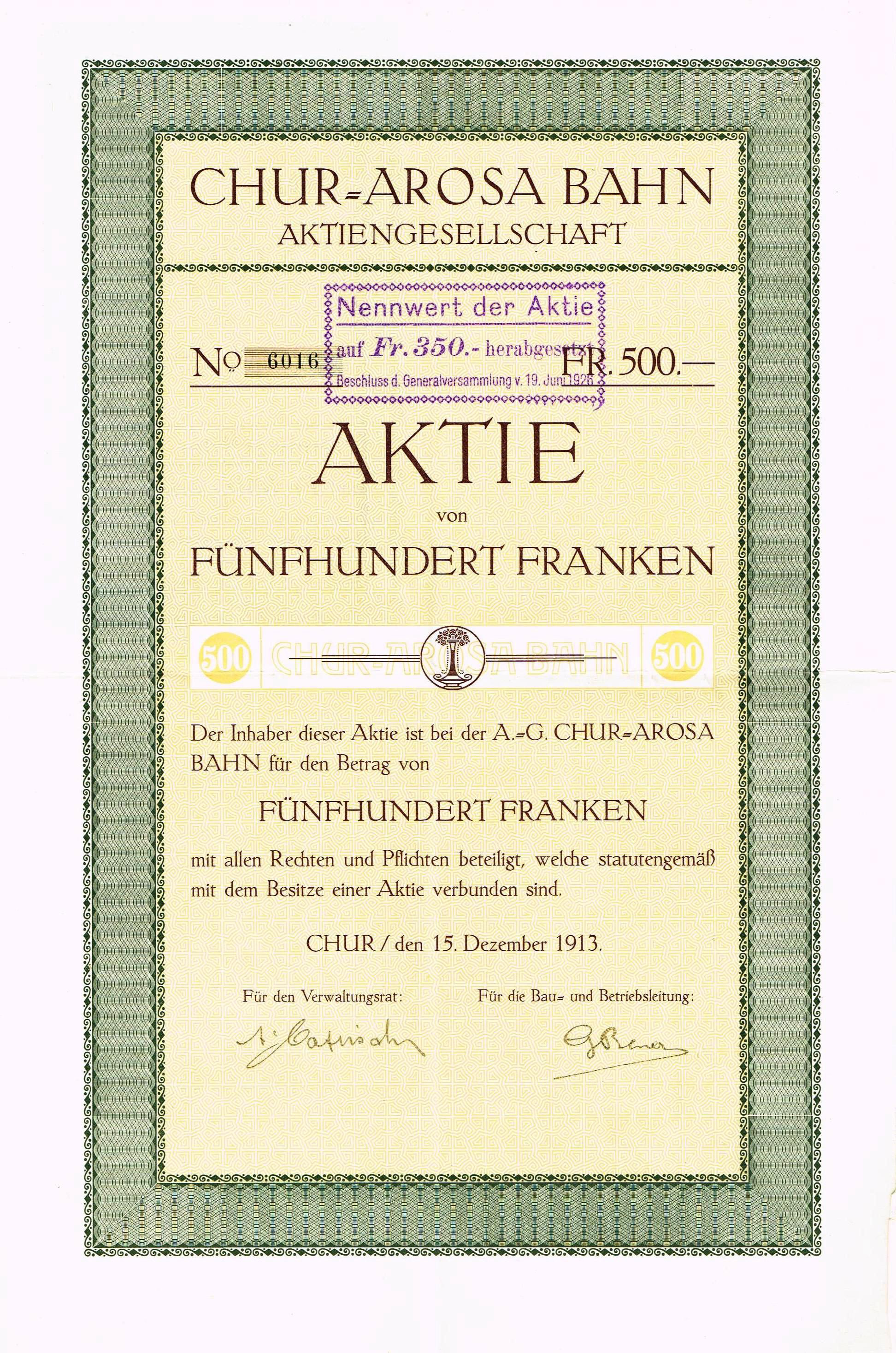
Aktie über 500 Franken der Chur-Arosa Bahn AG vom 15. Dezember 1913

Noch bevor die Finanzierung der Bahn definitiv sichergestellt war, wurde die ChA am 15. Juli 1911 provisorisch konstituiert und anlässlich der Generalversammlung vom 4. Juli 1912 mit einem Aktienkapital von 7,6 Millionen Schweizer Franken in Chur formell gegründet. Der Kanton Graubünden war von Beginn an Mehrheitsaktionär. Der beauftragte Oberingenieur Gustav Bener bereinigte zusammen mit Wildberger die noch offenen Fragen und legte am 4. März 1912 der Bündner Regierung die Baupläne zur Genehmigung vor. Am 1. August 1912 begannen die Bauarbeiten unter der Leitung von Bener und seinem Stellvertreter Hans Studer, dem Erbauer des Wiesener Viadukts. Da die Stadt Chur zur gleichen Zeit den Bau einer Tramlinie plante, schlug sie vor, die Linie der Arosabahn bis Sassal durch die Stadt zu führen. Mit dem Entfallen des Rosenhügeltunnels und der beiden Brücken über die Plessur sparte die ChA Baukosten von rund 150'000 Franken. Die Strecke wurde in vier Baulose eingeteilt, auf denen insgesamt rund 1000 Arbeiter beschäftigt waren. Das instabile Gelände bereitete der Bauleitung bald grosse Probleme, sodass der ursprüngliche Eröffnungstermin vom 15. November 1914 verschoben werden musste.

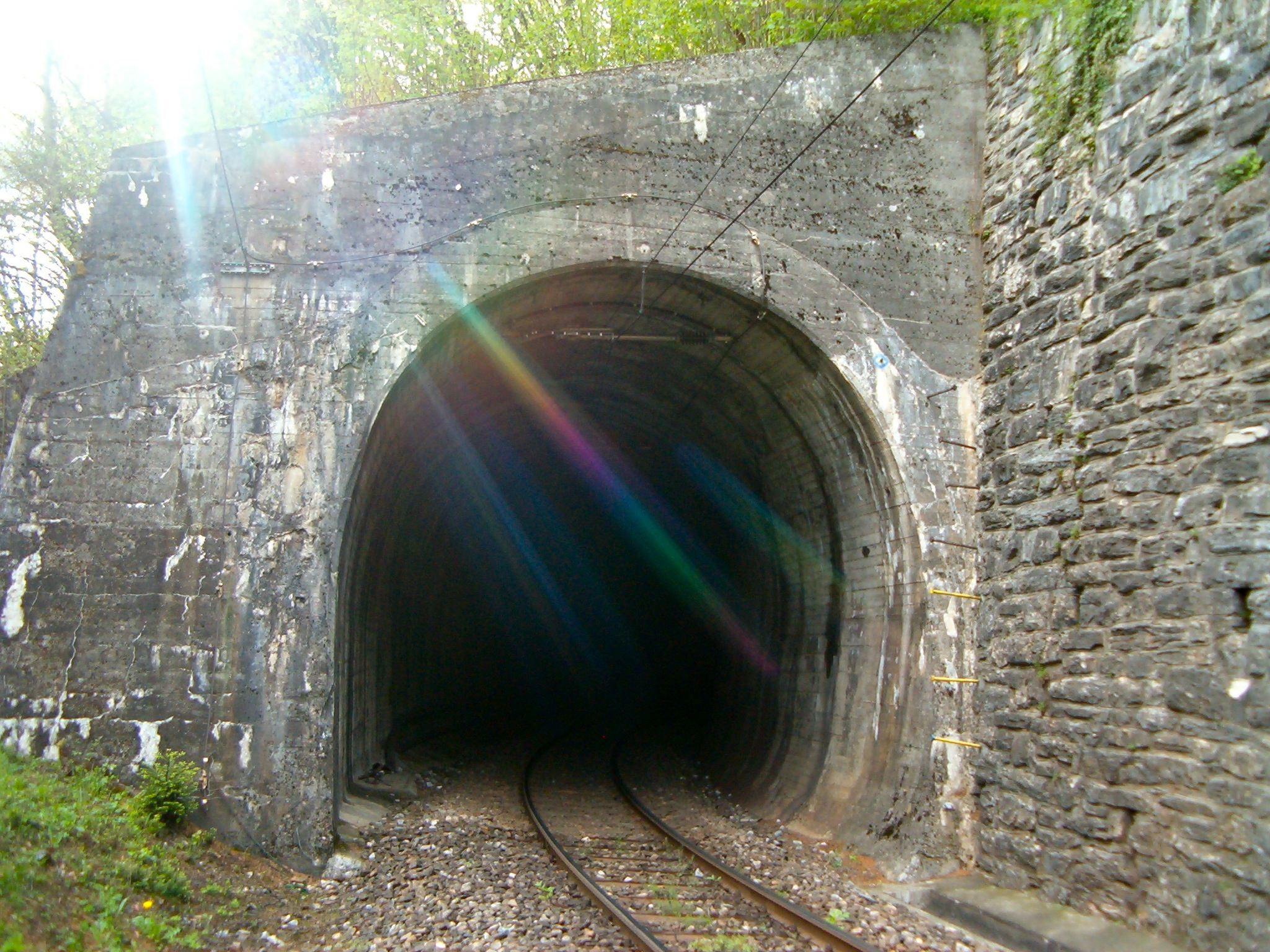
Ostportal des verlängerten Spundätscha-Tunnels, aufgrund des grossen Bergdrucks in Beton ausgeführt

Im November 1913 brach bei der Dorfbach-Brücke eine Stützmauer ein; die bestehende Stahlträgerbrücke musste um drei Segmente verlängert werden, die in einer Kurve von 60 Metern Radius zu liegen kamen. Im Februar 1914 stürzten nach dem Zusammenbruch einer Trockenmauer 740 Kubikmeter aufgeschüttetes Material samt dem Gleis in die Tiefe. Im März 1914 wurden die Gleise beim Ostportal des Sassal-Tunnels III verschüttet. Im April 1914 verformte sich die Kalotte des Nesslaries-Tunnels, und das Gewölbe im Bärenfalle-Tunnel stürzte ein. Zwischen Kilometer 4,7 und 5 musste das Gelände stabilisiert und entwässert werden. Zudem verformte sich das Gewölbe des 148 Meter langen Spundätscha-Tunnels so sehr, dass ein 216 Meter langer Umfahrungstunnel erstellt werden musste. Die entsprechenden Tunnelarbeiten begannen am 9. April 1914 und dauerten lediglich fünf Monate. Während dieser Zeit wurden die Bauzüge über eine hölzerne Umfahrungsbrücke geleitet, die zwölf Tonnen Achslast aufnehmen konnte. Der Bau des Kraftwerks Lüen, das neben der Bahnlinie auch die Stadt Chur mit Elektrizität versorgen sollte, durfte wie auch die übrigen Bauarbeiten nicht in Verzug geraten. Neben dem schwierigen Gelände bereitete auch die Generalmobilmachung zu Beginn des Ersten Weltkriegs ernsthafte Probleme, da diverse Bauarbeiter und Ingenieure zum Militärdienst eingezogen wurden. Dies betraf insbesondere auch Hans Studer, der von seinem Amt als stellvertretender Oberingenieur zurücktreten musste.
Trotz aller Schwierigkeiten konnte die Linie schliesslich am 12. Dezember 1914 nach nur zwei Jahren Bauzeit eröffnet werden. Mit Baukosten von 402'700 Schweizer Franken je Kilometer war die hier behandelte Strecke die teuerste im Netz der Rhätischen Bahn.

### Bahnbetrieb und Unterhalt 1914–1988 / Fusion mit der RhB 1942

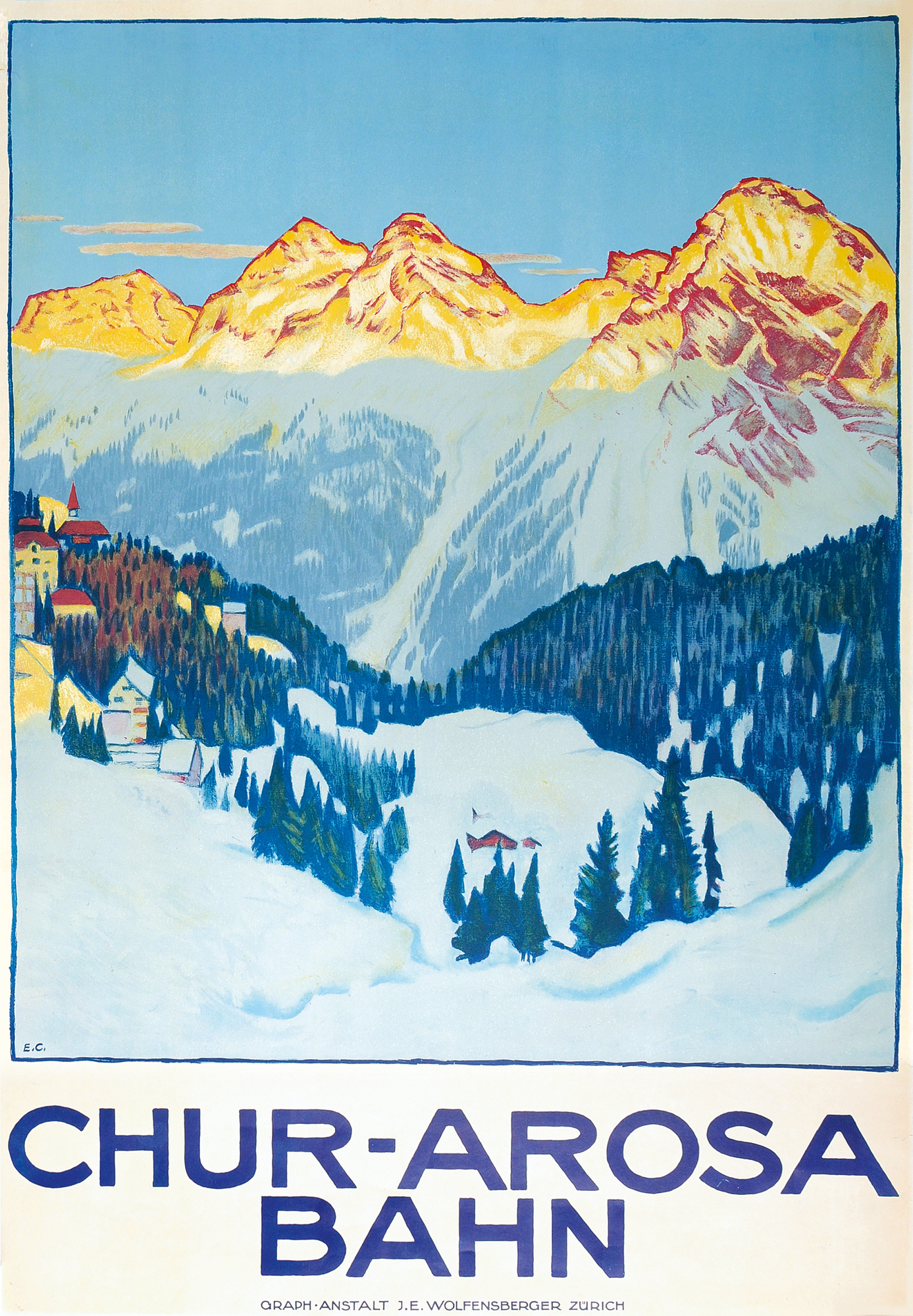
Von Emil Cardinaux gestaltetes Reklameplakat aus dem Jahr 1915

Die Fahrzeit von Chur nach Arosa betrug anfänglich zwischen 80 und 85 Minuten. Die ChA verwendete für ihre blau-weiss lackierten Fahrzeuge ein anderes Bahnstromsystem als die benachbarte Rhätische Bahn, nämlich die selten anzutreffende elektrische Spannung von 2400 Volt Gleichspannung. Zu Beginn der 1930er-Jahre wurden die stark abgefahrenen Schienen ersetzt und die Ausweichgleise verlängert. 1931 baute man zwischen den Tunnels Sassal I und II eine betonierte Steinschlaggalerie.

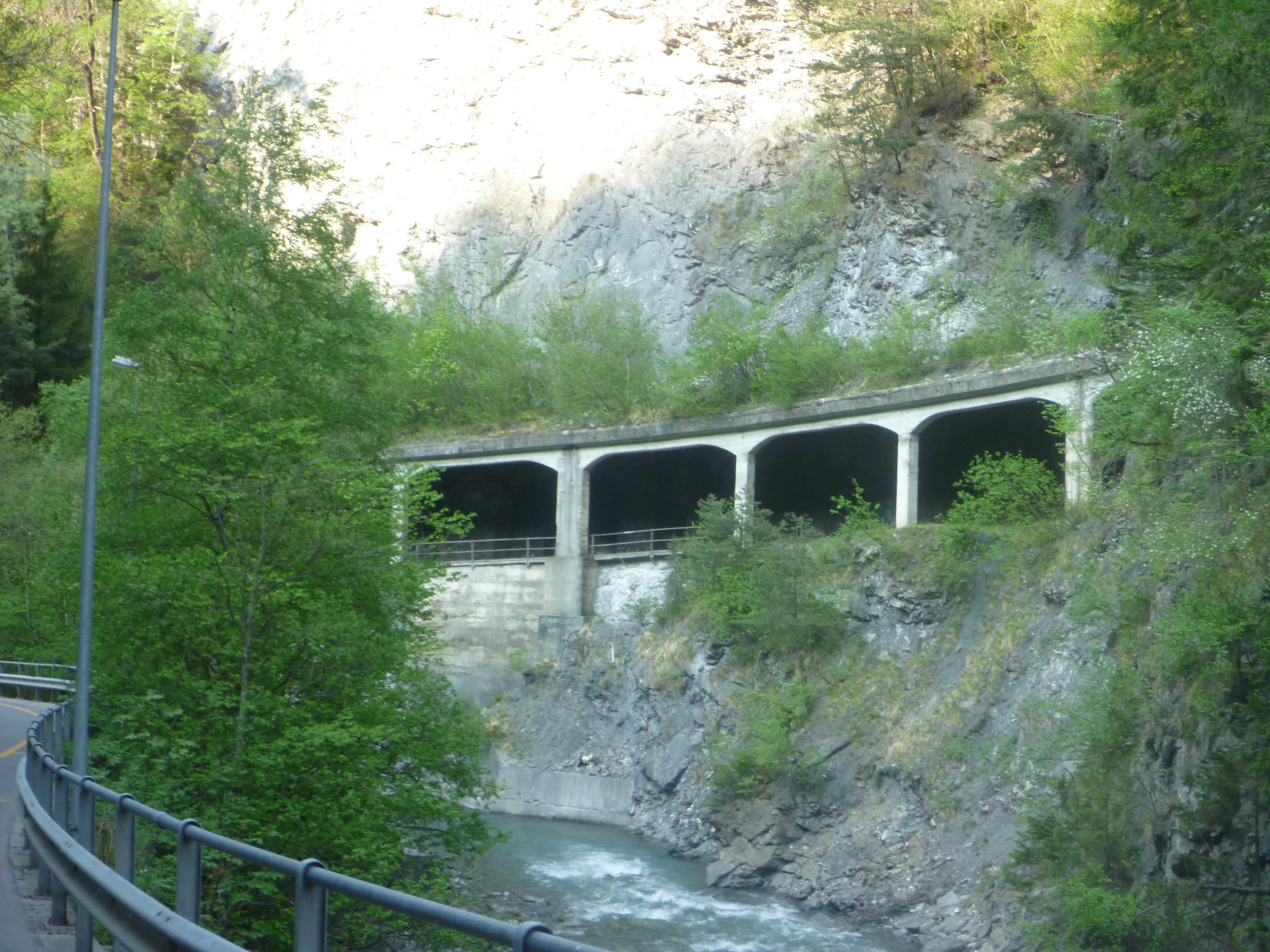
Steinschlaggalerie oberhalb Sassal

Im Gegensatz zur damals ebenfalls noch eigenständigen Berninabahn konnte die Chur-Arosa-Bahn in den Anfangsjahren finanzielle Erfolge erzielen. Die Krisenjahre und die zunehmende Automobil-Konkurrenz sorgten jedoch dafür, dass auch sie wirtschaftliche Schwierigkeiten bekam. Die Investitionen mussten daher auf ein Minimum beschränkt werden, was mit Blick auf das Alter des Rollmaterials problematisch war. Um in den Genuss finanzieller Unterstützung für notleidende Bahngesellschaften zu kommen, blieb für die Arosabahn nur die Fusion mit der Rhätischen Bahn übrig, da man sie nicht als kriegswichtig betrachtete. Die Gesellschaft wurde daher 1942, zeitgleich mit der Bellinzona-Mesocco-Bahn und ein Jahr vor der Berninabahn, in die Rhätische Bahn eingegliedert. Die RhB übernahm sämtliche Aktiva und Passiva sowie alle 146 Angestellten. Im Zuge dessen wurde erwogen, die Aroserlinie auf Einphasenwechselspannung umzustellen, und die damals im Bau befindlichen Stammnetz-Lokomotiven Ge 4/4 I wurden für das mögliche neue Einsatzgebiet modifiziert. Man blieb jedoch beim bisherigen Stromsystem. Im Fusionsjahr musste mit der Sanierung des Castielertobel-Viadukts zudem die bis dahin grösste Umbaumassnahme an die Hand genommen werden.
Nach dem Zweiten Weltkrieg wurden zwecks Verbesserung der Stromversorgung in Chur-Sand, Lüen-Castiel und in der Haspelgrube drei neue Unterwerke mit Gleichrichteranlagen erstellt. 1951 erhielt der Gitzistein-Tunnel auf beiden Seiten eine Galerie, und 1956 wurden die Tunnel Sassal II und III durch eine Betongalerie verbunden. Um einen Brückenpfeiler im Lüener Tobel gegen Rutschungen zu sichern, wurde 1955 zwischen dem Widerlager und dem Pfeiler eine Aufhängevorrichtung mit Drahtseilen angebracht. Daran wurde ein Gewicht von zwölf Tonnen angehängt, die auf den Pfeilerkopf wirkten und diesen mit einer Kraft von 50 Tonnen in der gewünschten Position hielten.

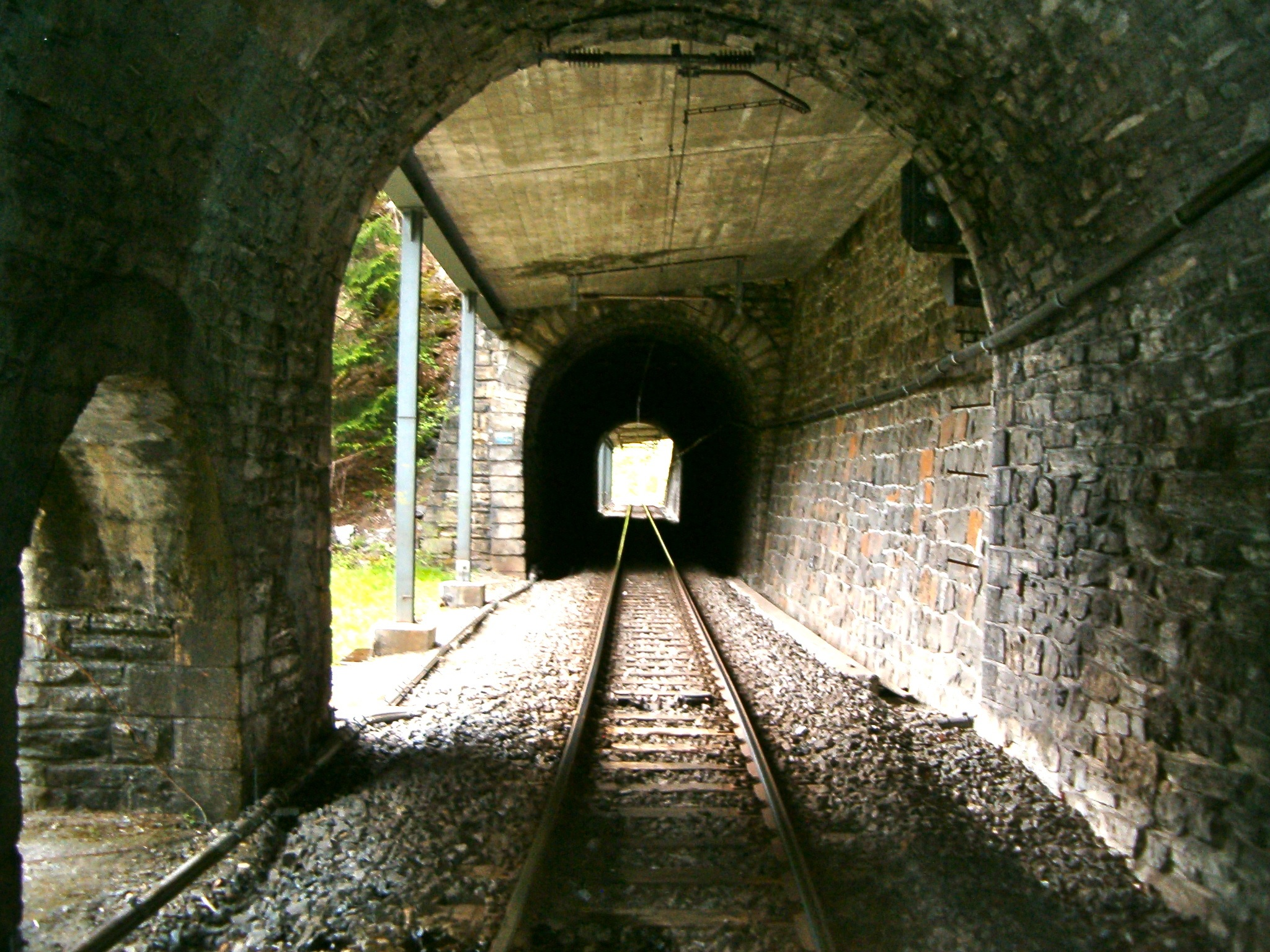
Gitzistein-Tunnel mit Schutzgalerie

Am 26. Januar 1968 wurde die Dampfschneeschleuder Xrot d 9214 der Berninabahn zu einem einmaligen Grosseinsatz an der Arosabahn herangezogen. Geschoben von zwei ABDe 4/4 musste sie die Strecke zwischen Langwies und Arosa räumen und benötigte für den acht Kilometer langen Abschnitt acht Stunden.
1969 erfolgte die Einführung des Pendelzug-Betriebs. Dadurch entfiel das Umstellen der Motorwagen an die Zugspitze, was eine deutliche Vereinfachung des Betriebsablaufes mit sich brachte. Am 22. November 1971 wurde zur Gewährleistung des sicheren Zugverkehrs der Streckenblock und die Fernsteuerung von Anlagen eingeführt. Daneben erhielten sämtliche Ausweichstationen und Bahnhöfe zusätzliche Rangiersignale.
Von 1979 bis 1981 verkehrten versuchsweise Schnellzüge ohne Halt bis Langwies. Der Zeitgewinn blieb jedoch unbedeutend, sodass sie wieder eingestellt wurden. 1985 sah eine nicht umgesetzte Projektstudie vor, die Bahn kurz vor Lüen in einen neuen Tunnel zu verlegen, um Hangrutschungen beim Cuorra-Tunnel zu umfahren. 1985 wurde der Zugfunk eingeführt und die Stationsbedienungen – ausser in Arosa, Chur und Langwies – aus Kostengründen aufgehoben. Nach wiederholten Felsstürzen erhielt der Tunnel Sassal III 1986 eine 147 Meter lange Galerie. 1987 wurden die Steinschlaggalerien unterhalb des Meiersboden-Tunnels erstellt. Das maximale Zuggewicht für die Talfahrt wurde auf 206 Tonnen festgelegt.

### Projekt Untertagelegung Bahnhof Chur 1988

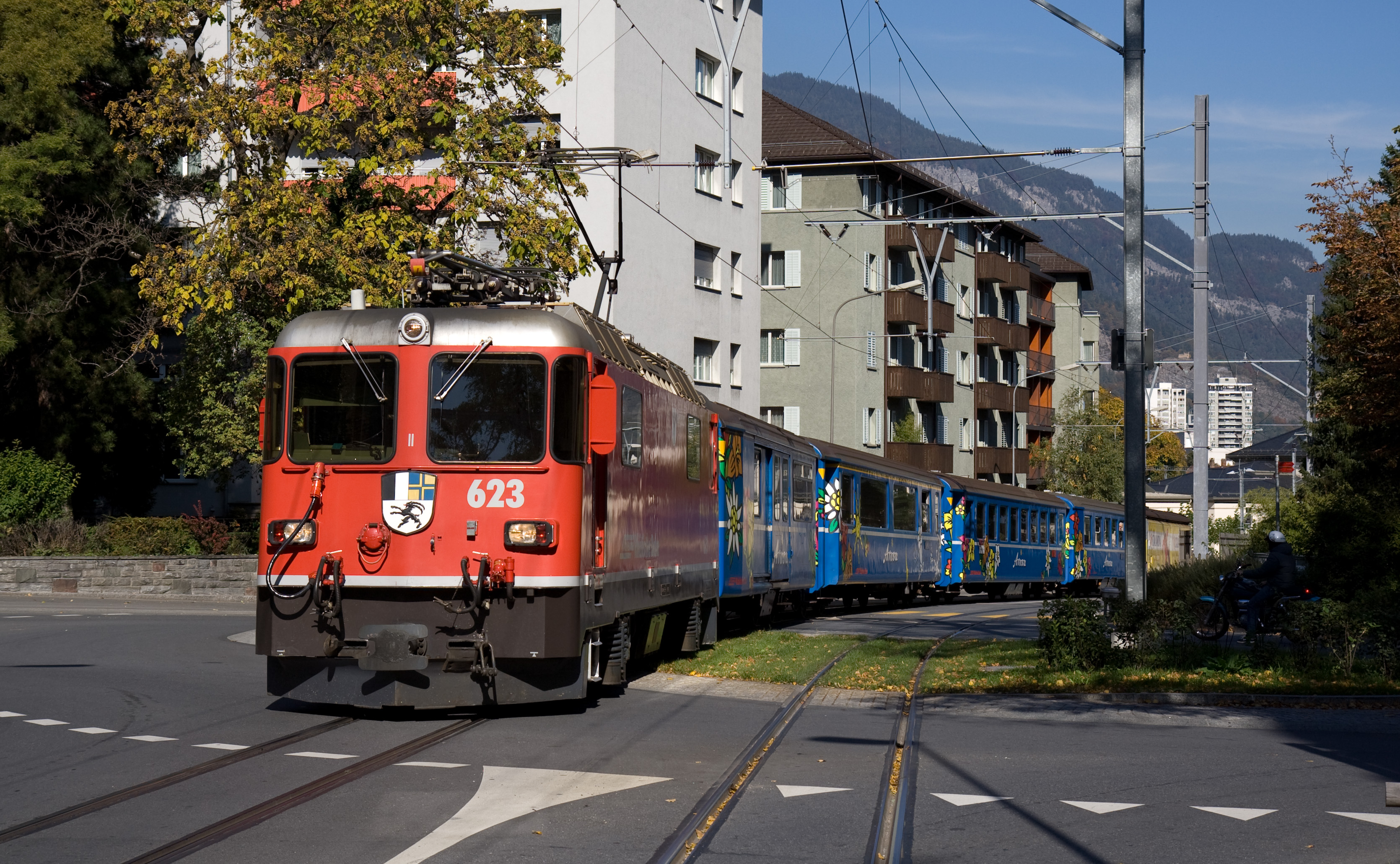
Zweigleisige Passage des Kreisverkehrs Engadinstrasse-Gäuggelistrasse in Chur

1988 stimmten die Churer Stimmbürger dem Projekt eines dreigleisigen unterirdischen Bahnhofs für die Arosabahn sowie eines 2836 Meter langen Mittenberg-Tunnels zwischen dem Churer Bahnhof und Sassal mit grosser Mehrheit zu. Infolge späterer Streichung von zugesicherten Bundesbeiträgen musste das Vorhaben, das im Zuge der geplanten Umstellung der Arosabahn auf elf Kilovolt Wechselstrom hätte realisiert werden sollen, im Herbst 1996 jedoch aufgegeben werden. Die vorgesehene Linie führte zunächst in östlicher, dann in südlicher Richtung gegen den Mittenberg, um möglichst wenige bestehende Bauten unterfahren zu müssen. Ein Teil der neuen Strecke wäre in offener Bauweise erstellt worden, für den Grossteil wäre jedoch ein bergmännischer Vortrieb vonnöten gewesen. Durch diese Stadtumfahrung wäre die Fahrzeit trotz 700 Meter längerer Strecke um drei Minuten verkürzt worden. Weiter war zur Kapazitätserhöhung eine unterirdische Kreuzungsstation vorgesehen. Die Gleisanlagen waren so projektiert, dass künftig Züge bis zu 200 Metern Länge hätten eingesetzt werden können. Der Bau dieses Vorhabens hätte circa 310 Millionen Schweizer Franken gekostet.
Alternativ setzte die Rhätische Bahn auf die Verbesserung der Verkehrsverhältnisse im Bereich des Bahnhofs Chur sowie der Stadtstrecke, in diesem Zusammenhang ging am 6. Mai 2007 der in der Streckenbeschreibung erwähnte Doppelspurabschnitt in Betrieb. Zuvor kamen sich dort Züge und Strassenverkehrsteilnehmer teilweise frontal entgegen.

### Umstellung auf Wechselspannung 1997

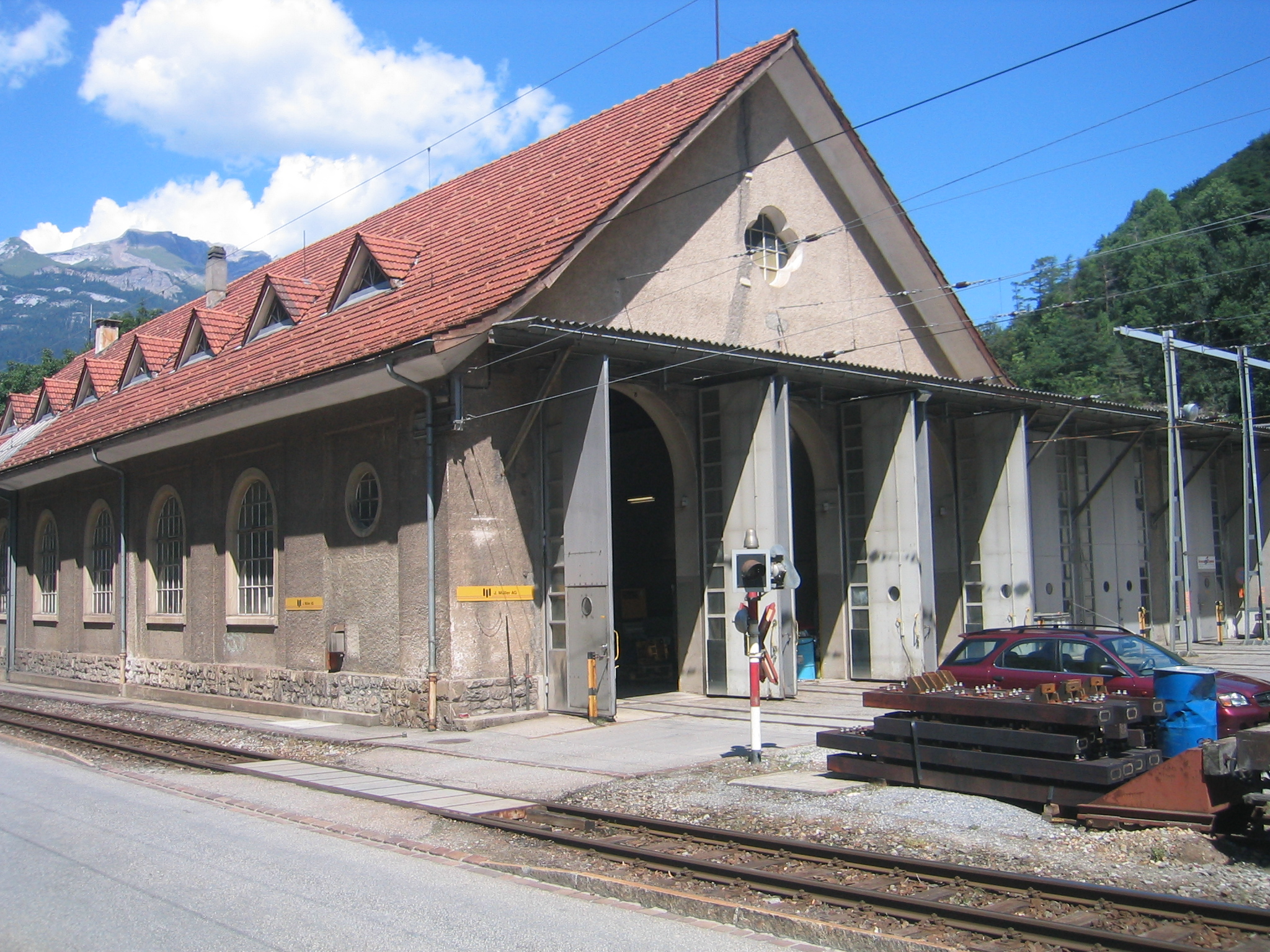
Das ehemalige Depot Sand

Bereits zum 29. November 1997 war die elektrische Energieversorgung der Aroserbahn an das sogenannte Stammnetz der Rhätischen Bahn angeglichen worden. Mit der Anpassung der Fahrdrahtspeisung auf elf Kilovolt Wechselspannung waren eine umfangreiche Sanierung des Trasses, eine Erneuerung der Energieversorgungsanlagen sowie ein veränderter Fahrzeugeinsatz verbunden. Während zuvor die elektrische Energie 83 Jahre lang vom Kraftwerk Lüen der Arosa Energie bezogen wurde, führt seither eine neue Versorgungsleitung vom RhB-Unterwerk in Reichenau-Tamins zum Churer Bahnhof und der Stadtstrecke. Über ein Kabel im Flussbett der Plessur wird zusätzlich der Schaltposten Sand bedient und der Fahrdraht zwischen Sassal und Arosa gespeist. Dank neuentwickelter Systeme für Draht, Aufhängung und Stromabnahme konnten kostenintensive Baumassnahmen in den Felsdurchstichen – insbesondere ein Absenken der Trasse – auf ein Minimum beschränkt werden. Dennoch mussten die Profile der Tunnel Lüener Rüfe, Steinboden, Clasauertobel, Bärenfalle und Cuorra leicht angepasst werden. Weiter waren umfangreiche Verstärkungen am Gleis und an einzelnen Brückenbauten notwendig. Das Depot Sand wurde mit der Spannungsumstellung überflüssig und geschlossen. Die gesamten Modernisierungskosten, samt Investitionen in Fahrzeuge und der Verlängerung der Kreuzungsstrecke bei der Station St. Peter-Molinis, beliefen sich auf 58,3 Millionen Franken, die zu 96 % vom Bund getragen wurden.

### Neue Tunnelprojekte
Seit einigen Jahren wird die Möglichkeit einer unterirdischen Eisenbahnverbindung zwischen dem Schanfigg und der Landschaft Davos diskutiert, nachdem bereits 1913 einmal eine Konzession zum Bau einer nie ausgeführten Bahnstrecke von Arosa beziehungsweise Langwies nach Davos erteilt worden war. Aufgrund eines parlamentarischen Vorstosses arbeitete die Firma Amberg Engineering AG 2010 im Auftrag der Bündner Regierung ein Vorprojekt zum Neubau eines Arosatunnels zwischen Litzirüti und Davos aus. Angesichts knapper Finanzen stufte die Graubündner Regierung ein solches Vorhaben jedoch bislang nicht als prioritär ein.
Im Rahmen der Juni-Session 2015 des Bündner Grossen Rats stellte der Davoser Parlamentarier Rico Stiffler den neuerlichen Antrag, die Bündner Regierung solle einen Bahntunnel zwischen dem Schanfigg und Davos projektieren. Mit dem Bau der Urdenbahn zwischen Arosa und der Lenzerheide sei ein weitsichtiger Entscheid gefällt worden. Aufgrund der wirtschaftlichen Lage sei es angezeigt, auch über eine Verbindung Arosa–Davos nachzudenken.

### Weitere Anpassungen, Projekte und Ereignisse seit den 1990er-Jahren

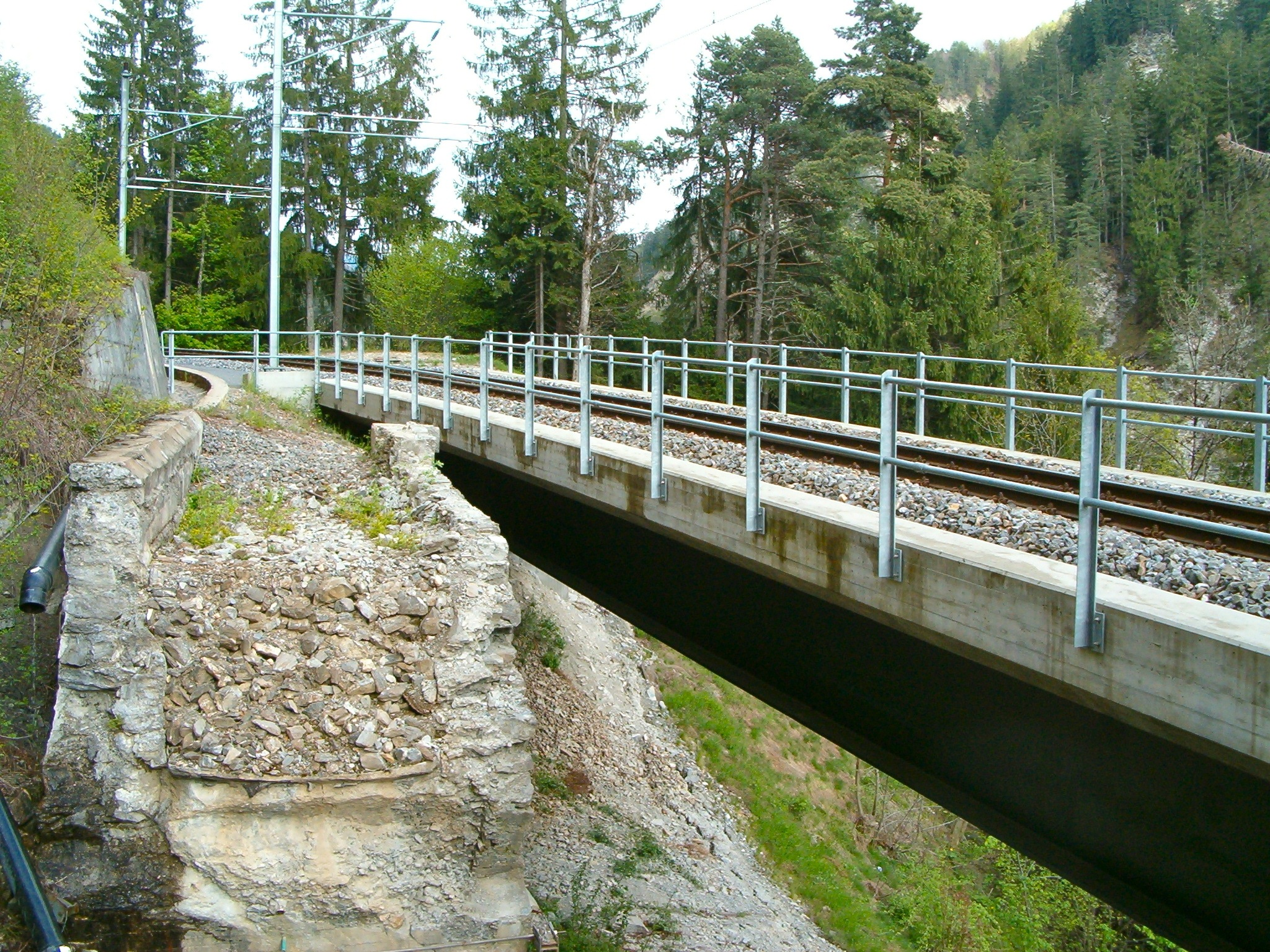
Neue Dorfbachbrücke mit Widerlager der früheren Steinkonstruktion

Seit dem Bau der Bahnstrecke muss der unruhige Hang im Gebiet Plaschenz beim Sandgrind-Tunnel laufend stabilisiert werden. Aufgrund von altersbedingten Beeinträchtigungen musste 1993/94 die Schmalztobel-Brücke und später auch die Fatschazertobel-Brücke sowie die Farbtobel-Brücke durch daneben vorbeiführende Neubauten ersetzt werden. 2001 war die Bahnlinie wegen Hangrutschen und Steinschlaggefahr im Gebiet Schafsita/Steinboden unterhalb Calfreisen vom 24. April bis 20. Mai und vom 30. Juni bis 15. November im äusseren Schanfigg gesperrt. Nebst dem Bau einer Galerie beim Steinbodentunnel musste der Hang stabilisiert werden. Es wurde ein Busbetrieb zwischen Chur und St. Peter-Molinis eingerichtet. 2002 geriet der Hang im Gebiet Verbrunnawald beim Lüener-Rüfe-Tunnel in Bewegung. 2007 brach man die steinerne Rütibrücke ab und ersetzte sie durch einen Neubau aus Stahlbeton. 2006 wurde der Castielertobel-Viadukt, 2009 der Langwieser Viadukt und 2010 der Calfreisertobel-Viadukt einer umfassenden Sanierung unterzogen. Nach dem Teileinsturz einer Flügelmauer durch Wassereinlass am 3. April 2009 wurde für die Partusabrücke bei Peist im Eilverfahren eine Ersatzkonstruktion geplant und 2010 errichtet. 2011 wurden auf vier Streckenabschnitten knapp eineinhalb Kilometer Gleis erneuert. Dies betraf die Bereiche zwischen Arosa-Tunnel und dem Betonwerk an der Iselstrasse (480 Meter), Teile der Strecken Litzirüti–Langwies (374 Meter) und Langwies–Peist (379 Meter) sowie 235 Meter Gleis unterhalb des Bahnhofs Lüen-Castiel. Die Lebensdauer der erneuerten Bereiche wird auf 35 bis 50 Jahre veranschlagt.
Weiter unterzog man 2011 den direkt in den gleichnamigen Tunnel führenden Clasaurer Tobel-Viadukt einer umfassenden Sanierung. Permanente Hangverschiebungen führten zu schweren Schäden an dem schwer zugänglichen Bauwerk. Die deformierten Steinbögen wurden bis auf die Fundamente abgetragen und durch drei neue Stahltürme ersetzt. Die Bauarbeiten konnten im Herbst 2011 abgeschlossen werden. Ab 2012 wurden die beiden Steinbogenbrücken über die Schanfiggerstrasse zwischen Litzirüti und Arosa (Rütlandbrücke (2012) und Bodenwaldviadukt (2013)) durch dreifeldrige Balkenbrücken aus Beton ersetzt. Die Baumassnahmen dienten nicht zuletzt auch der Verbesserung des Verkehrsflusses auf der Kantonsstrasse. Die Umbaukosten für die Rütlandbrücke beliefen sich auf 1,9 Millionen Franken, an denen sich der Bund mit 85 % beteiligte. Die Auslagen für den Bodenwald-Viadukt wurden mit 2,1 Millionen Franken veranschlagt.

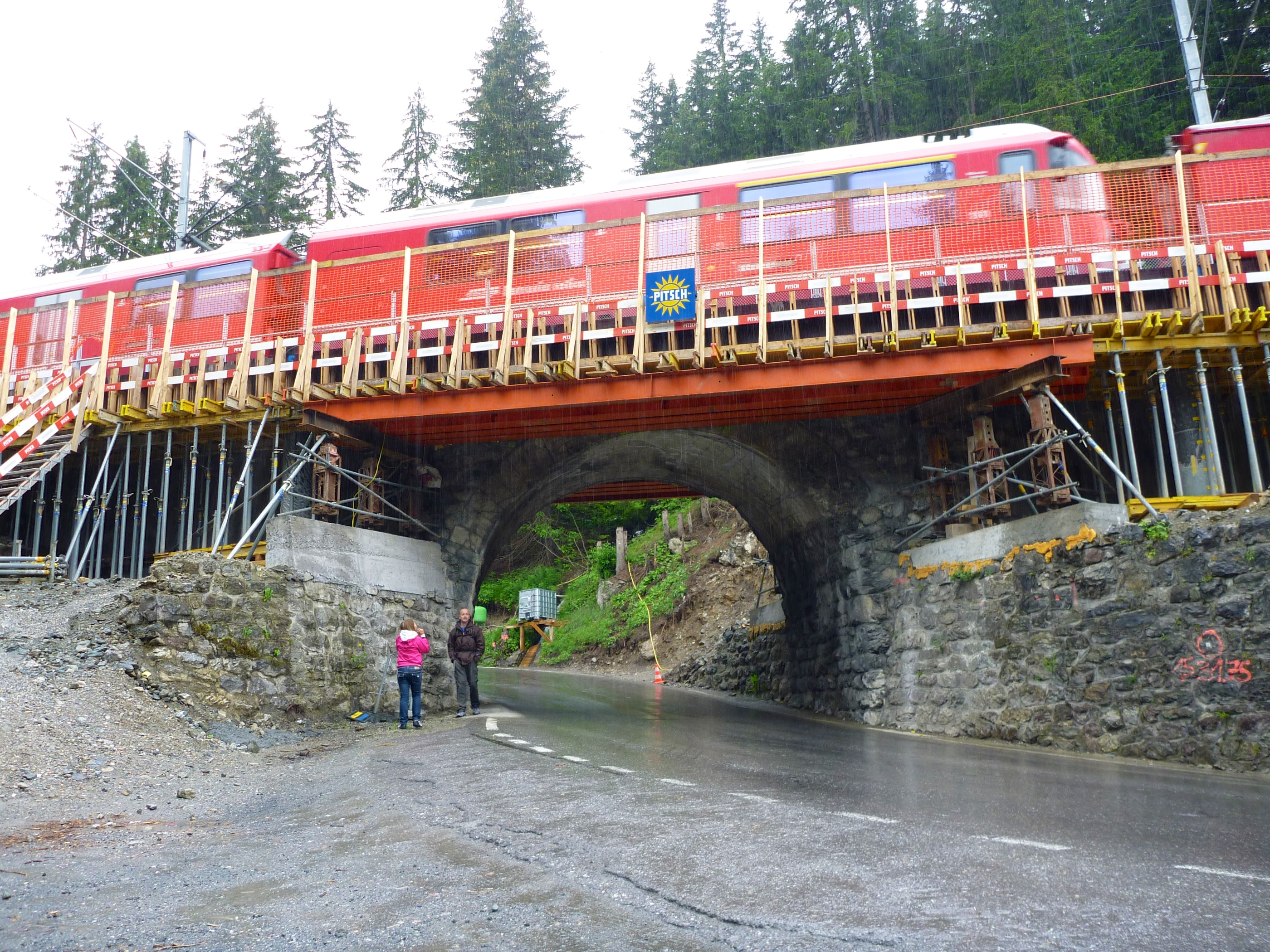
Die Rütlandbrücke im Umbau 2012

Am Karfreitag, 29. März 2013, verschüttete ein Steinschlag die Bahnstrecke erneut beim Ostportal des Lüener Rüfe-Tunnels auf einer Länge von gegen 100 Metern. Von den rund 20 '000 Kubikmetern Felsgestein, die sich etwa 500 Meter oberhalb des Bahntrasses gelöst hatten, stürzten zirka 100 Kubikmeter auf die Bahnlinie, wobei Schienen, Schwellen, Strommasten und die Fahrleitung beschädigt wurden. In der Folge musste der Bahnbetrieb bis zum 24. April 2013 eingestellt und der öffentliche Verkehr ins Schanfigg mit Bussen organisiert werden. Zu den umfangreichen Sicherungsmassnahmen gehörten neben Rodungen auch die Sprengung zweier labiler Felstürme im Anrissgebiet. Die durch den Felssturz entstandenen Kosten beliefen sich auf rund 750' 000 Franken, welche mangels Versicherungsschutz für höhere Gewalt grundsätzlich durch eigene Rückstellungen der RhB gedeckt werden mussten. Ein Zusammenhang mit dem Ereignis von 2002 konnte offenbar ausgeschlossen werden.
Nachdem es am 16. Oktober 2013 an derselben Stelle wieder zu einem Felssturz gekommen war, musste die Strecke erneut gesperrt werden. Da es in den Folgetagen weiterhin zu Abbrüchen kam, wurde zwischen Chur und St. Peter-Molinis ein Busersatzverkehr eingerichtet. Zwecks Stabilisierung der Situation wurden am 8. November 2013 an der Abbruchstelle wiederum zwei Felsen im Halte von insgesamt 2300 Kubikmetern weggesprengt. Weiter entfernte man loses Geröll mit Baugeräten und versah gewisse Felsbereiche mit einer Netzverspannung, bevor die eigentliche Instandstellung der Bahnanlagen an die Hand genommen wurde. Zur definitiven Sicherung des Hanges setzt man nach wie vor auf die Errichtung von Steinschlagnetzen. Langfristig ist allerdings bei Bedarf auch der Bau einer Galerie oder gar eine leichte Verlängerung des Lüener Rüfe-Tunnels nicht ausgeschlossen. Die Sperrung konnte nach neun Wochen termingerecht am 20. Dezember 2013 aufgehoben werden. Die Kosten für die Behebung der beiden Steinschläge und der Bahngleisschäden belaufen sich auf rund 3,8 Millionen Franken, die grösstenteils vom Bund und dem Kanton Graubünden getragen werden. Den Aufwand für den Bahnersatzbetrieb in der Höhe von 1,5 Millionen Franken trägt die RhB selbst. 2014 wurden die Steinschlagnetze im Rutschgebiet fertiggestellt.

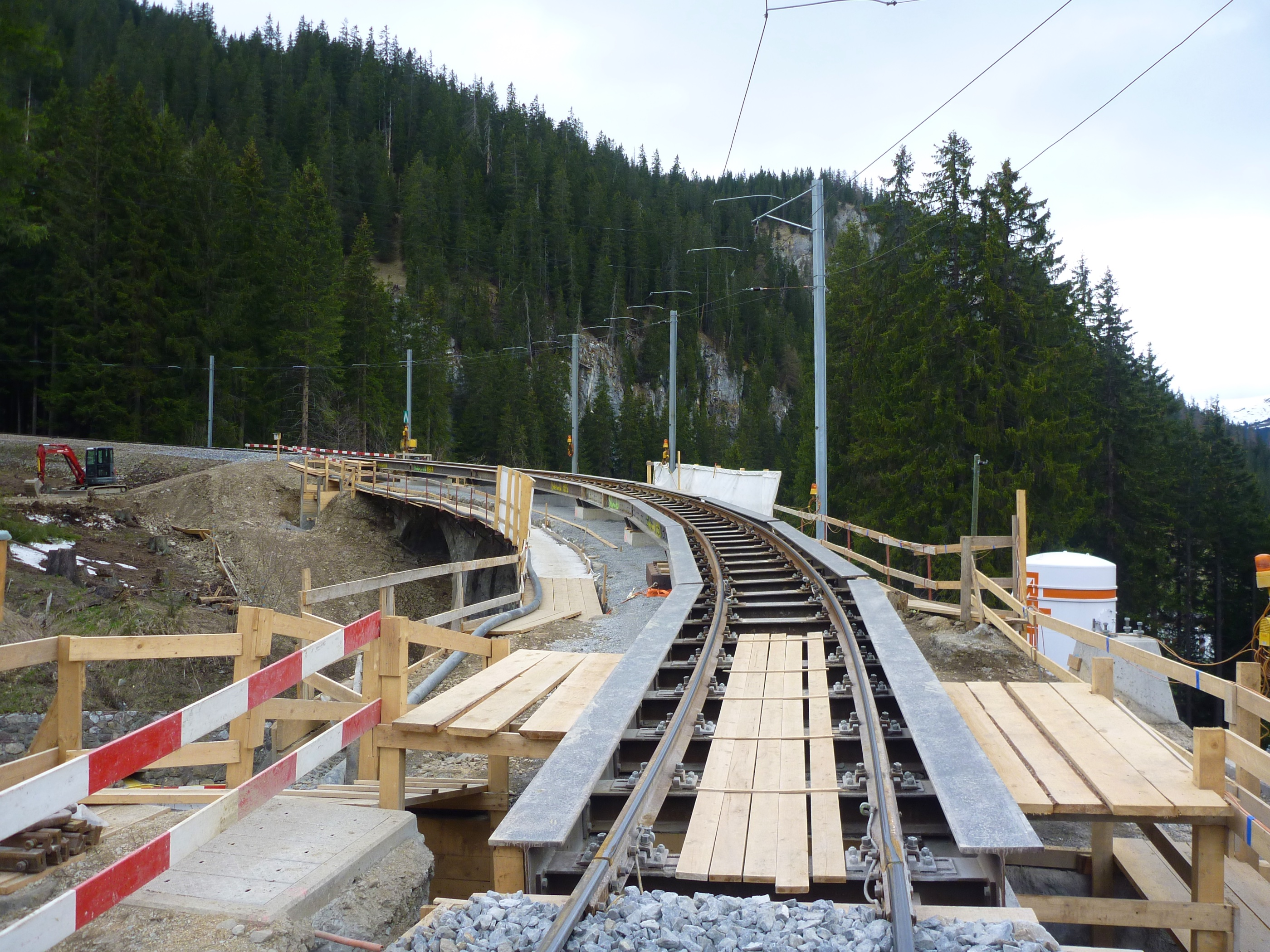
Der Bodenwaldviadukt im Umbau

Ebenfalls 2013 wurde die Eber-Galerie (eigentlich: Äber-Galerie) oberhalb Sassal abgetragen und in ihrer Funktion durch Steinschlagnetze ersetzt. Im Hinblick auf das 100-jährige Jubiläum der Arosabahn wurde der Bahnhof Arosa bis zum Dezember 2014 für über 24 Millionen Franken neu gestaltet. Die umfangreiche Modernisierung war eine Kooperation zwischen der RhB, dem Kanton Graubünden, der Gemeinde Arosa sowie der Arosa Bergbahnen AG.
Im Frühjahr 2014 wurde die rutschende Grosstobelbrücke bei Pagig für 3,2 Millionen Franken umfassend saniert. Im Vordergrund standen die Sicherung der beiden Pfeiler und der Widerlager sowie das Erstellen von neuen Schottertrögen. Hinzu kamen örtliche Verstärkungen an dieser letztmals 1982 revidierten Stahlkonstruktion mit dem Einbau neuer Kontrollkorridore. Weiter wurde 2014 die Erneuerung der Oberbauleitung zwischen St. Peter und Peist durchgeführt, was rund 1,7 Millionen Franken kostete. Zwischen Langwies und Peist wurden zudem für 600'000 Franken rund 1,5 Kilometer Fahrleitung ersetzt.
Nasser Neuschnee führte am 23. Oktober und am 6. November 2014 dazu, dass zwischen Litzirüti und Arosa beziehungsweise St. Peter-Molinis und Peist umstürzende Bäume die Fahrleitung beschädigten. Am 4. November 2014 sorgte zudem ein starker Föhnsturm zu einem Unterbruch sowohl der Bahnstrecke als auch der Schanfiggerstrasse zwischen Arosa und Langwies, womit Arosa während acht Stunden komplett von der Aussenwelt abgeschnitten war.
Von 7. September 2020 bis 29. November 2020 und 12. April 2021 bis 28. November 2021 sowie einer weiteren Woche in 2022 war der Streckenabschnitt zwischen Litzirüti und Arosa gesperrt, um den Arosertunnel zu erneuern. Der Tunnel aus dem Jahr 1914 litt unter Wassereintritt und Deformationen, einem eingeschränkten Lichtraumprofil sowie fehlenden Sicherheitsräumen. Aufgrund sehr geringer Überdeckung etwa im Bereich der Liegenschaft „Haus am Wald“ wurde zunächst der Raum rund um den alten Tunnel mit Injektionen verfestigt, bevor das Natursteingewölbe abgebrochen und das Tunnelprofil im Rohrschildvortrieb aufgeweitet wurde. Der neue Tunnel wurde mit Folien abgedichtet und mit einem Spritzbetoninnengewölbe versehen, die vorherigen Tunnelportale mit lokalen Naturbruchsteinen nachempfunden. Auf Seite des Aroser Bahnhofs wurde der Tunnel zudem einige Meter nach Norden verlängert, um Platz für das darüber realisierte „Ankunftsportal Arosa“ zu schaffen, einem Quartierplatz als Verbindung zwischen Bahnhof und Dorf.

## Fahrzeuge

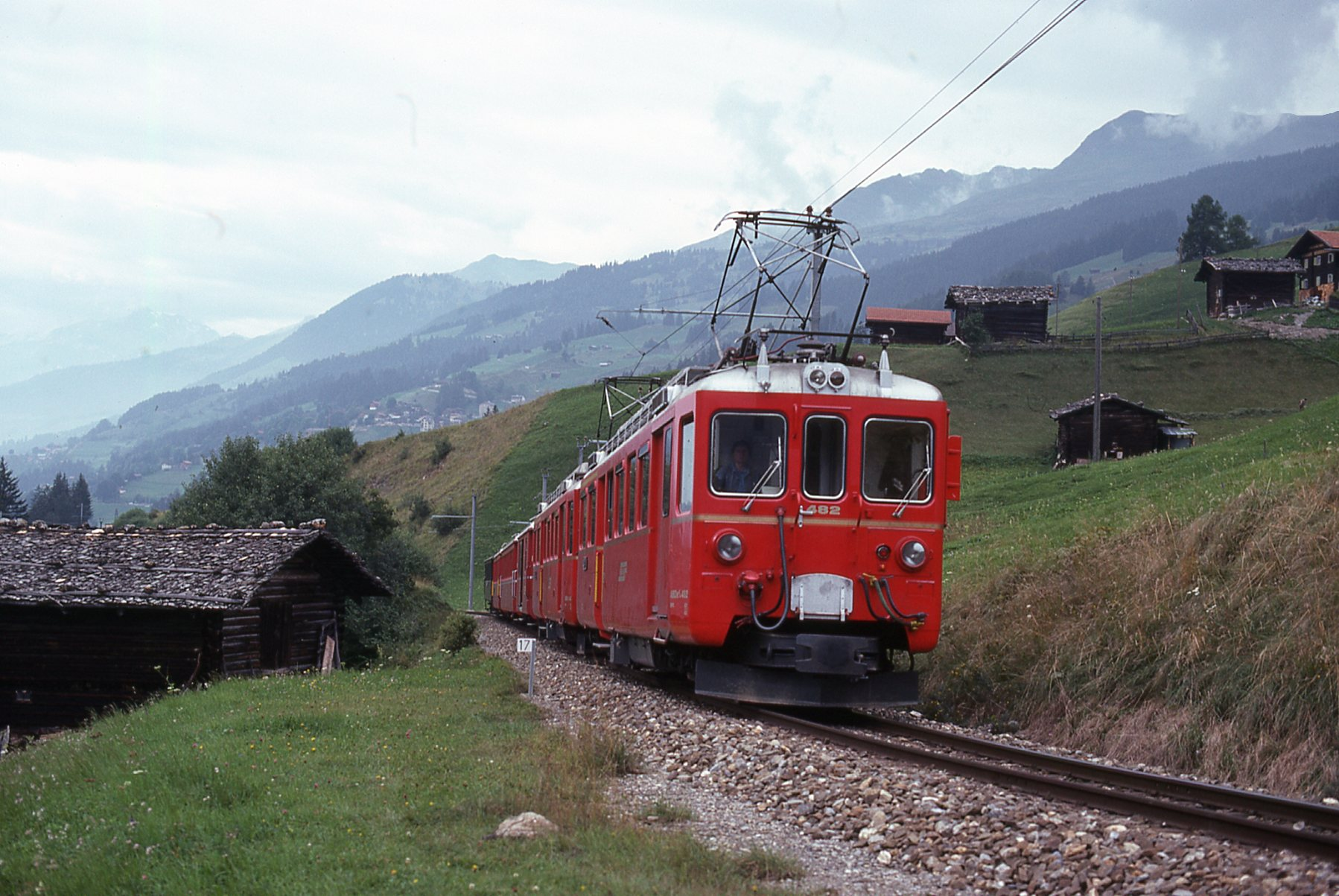
Der Einsatz der Schlepptriebwagen ABDe 4/4 und ABe 4/4 ist seit 1997 Geschichte, Regionalzug mit zwei Triebwagen unterhalb Langwies (um 1980)

Für die auf der bereits fertiggestellten Trasse verkehrenden Bauzüge übernahm die ChA von den Berner Oberland-Bahnen (BOB) 1914 die beiden 1890 beziehungsweise 1914 gebauten meterspurigen Zahnrad-Dampflokomotiven HG 3/3 2 und 4, die auch die offiziellen Abnahmezüge führten. Die Maschinen wurden nach kurzzeitigem Einsatz im Güterverkehr in den Jahren 1918 (Nummer 4) und 1920 (Nummer 2) wieder verkauft. Auf dem Baulos der Stadt Chur führte eine kleine von der Birsigtalbahn (BTB) erworbene Dampflokomotive mit der Bezeichnung Blochmont Nummer 5 die Bauzüge.
Bei Betriebseröffnung verfügte die ChA über vier 400  PS starke Triebwagen BCFe 4/4 mit 80 Tonnen Gesamtzuggewicht, über drei Zweit-/Drittklass-, drei Drittklass-, einen Kranken- und drei Postwagen sowie über sechzehn Güterwagen. Zwischen 1915 und 1919 kamen zwei Keilpflüge, vier Drehschemel- und Gepäckwagen hinzu. 1925 folgten ein Trieb- und zwei Güterwagen. 1929 erfolgte die Lieferung des sechsten Triebwagens. Danach folgten die ersten Drehgestell-Personenwagen sowie weitere zweiachsige Personen- und Güterwagen. Später kamen ein Rangiertraktor Tm 2/2 11 und ein Dienstfahrzeug für den Fahrleitungsunterhalt Xm 2/2 16 hinzu. Nach der Fusion mit der Rhätischen Bahn erhielten sämtliche Fahrzeuge der ChA neue Nummern gemäss dem RhB-Schema. Ab 1943 wurden einzelne Personenwagen des Stammnetzes für den Einsatz auf der Arosabahn mit Dachrutenkupplungen und einer Gleichstromheizung für 2200 Volt ausgerüstet:
- zunächst die 8 Mitteleinstiegswagen des "Fliegenden Rhätiers" (A 1251–52, B 2301–06)
- 1946–49 9 durch die Hauptwerkstätte Landquart aus Zweiachsern umgebaute Wagen mit offenen Plattformen (A 1121-23, B 2271-76); sie wurden 1979 bis 1985 ausrangiert.
- 1956 kamen 7 der damals neu abgelieferten SIG-Mitteleinstiegswagen (AB 1513-15, B 2334-37) auch auf der Arosabahn zum Einsatz. Die Erst-/Zweitklasswagen wurden 1989/90 für Pendelzüge im Stammnetz umgebaut.

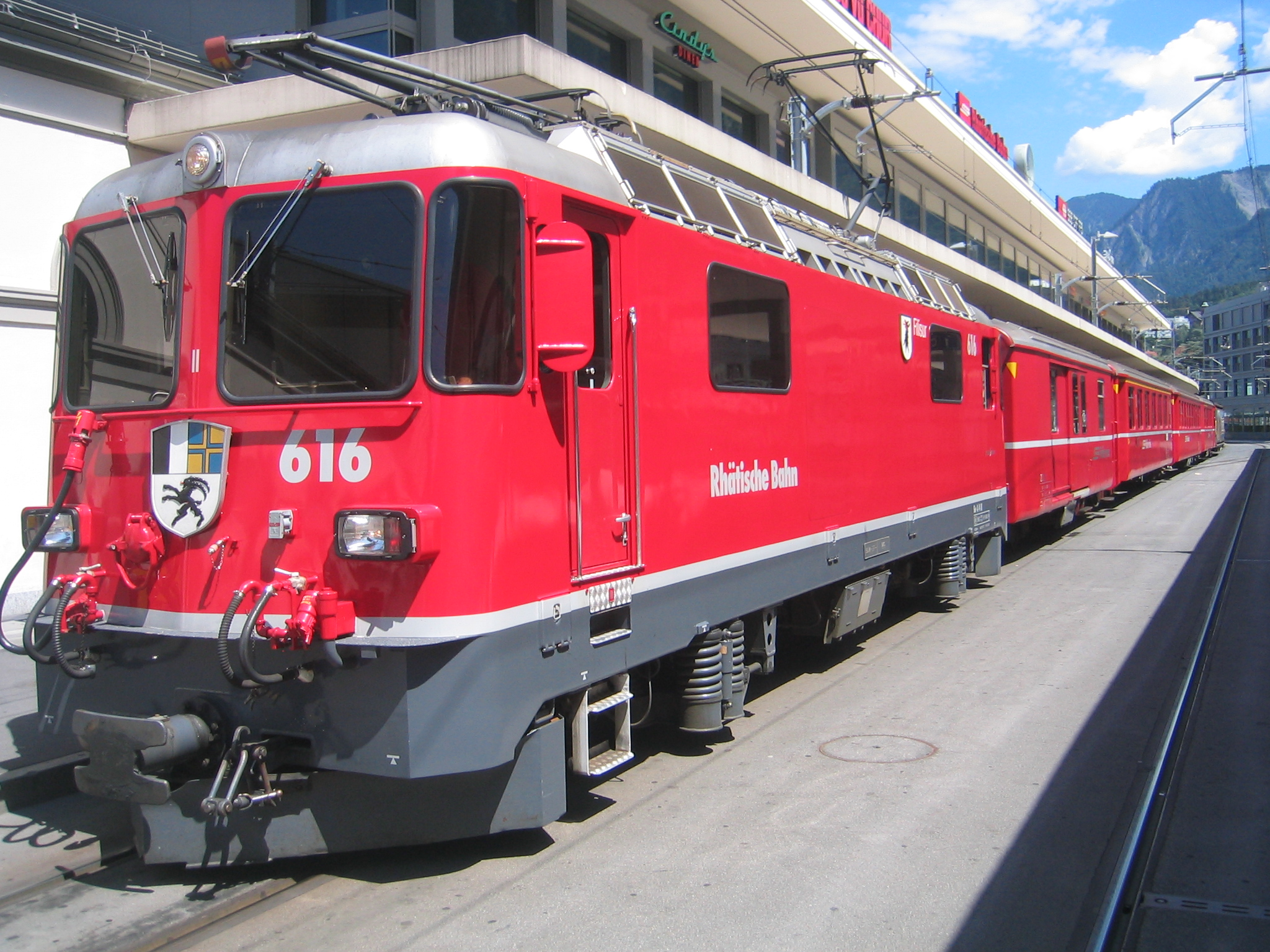
Die Umelektrifizierung brachte den Einsatz der Ge 4/4 II mit sich

1957 wurden die Triebwagen des Typs ABDe 4/4 481-486 eingeführt, die damals leistungsfähigsten schmalspurigen Adhäsions-Motorwagen. Die Motorwagen 483 und 484 konnten dabei auch auf der Misoxerlinie eingesetzt werden. Hinzu kam ein in Arosa verwendeter moderner Rangiertraktor. 1968 stationierte man im Depot Sand als Ersatz für den zuvor eingesetzten Dampfschneepflug permanent eine Schneeschleuder des Typs Xrotm 9216, die für die Aroserlinie angepasst wurde. Für die Einführung des Pendelzugbetriebs 1969 beschaffte die RhB 1968 bis 69 14 Einheitswagen vom FFA-Typ 1 mit Aluminiumkasten und Steuerleitung (Steuerwagen ABt 1701–03, A 1253–56, B 2315–19, DZ 4231–32, als Nachzügler 1981 DZ 4233). Ergänzt wurde dieser Park durch angepasste zweiachsige Gepäckwagen aus dem Bestand der RhB (D2 4002, DZ2 4004,D2 4054).
1973 kamen die Triebwagen ABe 4/4 487 und 488 hinzu. 1978 und 83 kamen 12 verkürzte Einheitwagen II und III für den Berninaexpress in Betrieb (A 1261–62, A 1271–72, B 2461–68). Sie waren so ausgerüstet, dass sie im Winter in den Pendelzügen nach Arosa eingesetzt werden konnten. Insbesondere wurden Erstklasswagen benötigt, weil die bisher hier eingesetzten Wagen ab 1982 auch im Winter für den Glacier-Express benötigt wurden. Als letzte Wagen wurden 1987 5 Spitzenverkehrswagen (B 2269–73) mit der Ausrüstung für die Arosabahn in Betrieb genommen.
Mit der Umstellung des Stromsystems 1997 wurden die Schlepptriebwagen der Baureihen ABe 4/4 beziehungsweise ABDe 4/4 durch Lokomotiven des Typs Ge 4/4 II ersetzt. Gleichzeitig ging eine speziell gestaltete, komfortablere Zuggarnitur in Betrieb, der sogenannte Arosa-Express. Darüber hinaus können seither fast alle Stammnetzfahrzeuge auf der Arosabahn verkehren. Bei Verstärkungszügen wurde bisweilen die Baureihe Ge 4/4 I eingesetzt. 1998 verkaufte die Rhätische Bahn die ABe 4/4 487 und 488 an die Chemins de fer du Jura (CJ), wo sie als Gütertriebwagen ABef 4/4 641 und 642 noch einige Jahre Wagen mit Müllcontainern zwischen Tavannes und La Chaux-de-Fonds beförderten, bis sie verschrottet wurden.

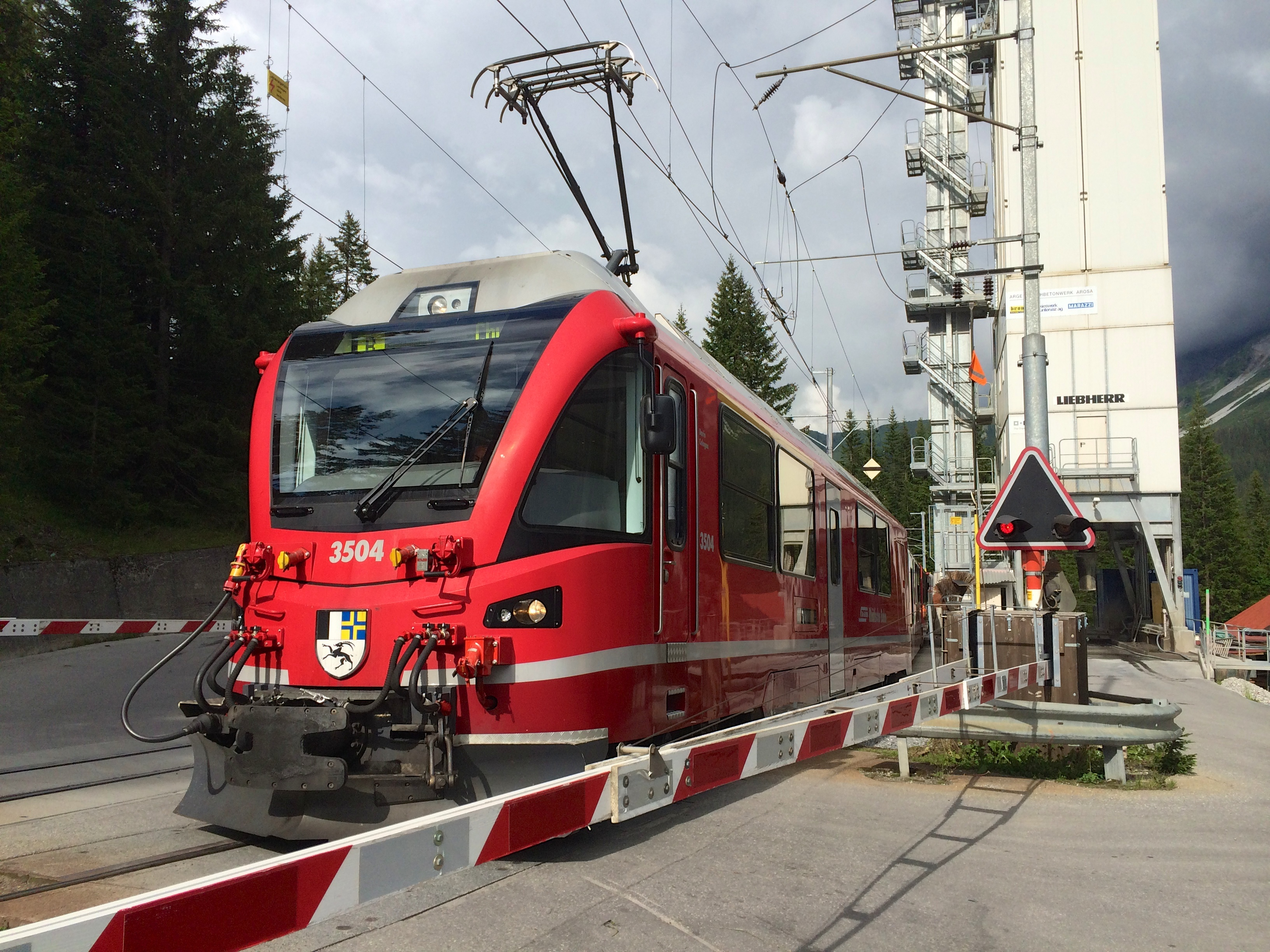
Der Triebzug ABe 8/12 Allegra «Dario Cologna» mit Güterwagen bei der Betonmischanlage Iselstrasse

Seit dem Jahr 2010 werden auf der Strecke Chur–Arosa vorwiegend Triebzug-Kompositionen des Typs ABe 8/12 Allegra eingesetzt. Auch sie fungieren wiederum als Schlepptriebwagen.
Laut Recherchen des Beobachters waren im Winter 2010 an bestimmten Tagen Fahrzeuge mit unbefriedigenden Bremsleistungen auf der Strecke der Arosabahn unterwegs. Die lärmarmen Bremssohlen, mit denen man die betreffenden Wagen neu ausgerüstet hat, seien gemäss RhB vor dem Einsatz zwar ausführlich getestet worden, die Verhältnisse in Arosa, wo die Strecke vom Bahnhof direkt in ein Gefälle übergeht, wären jedoch speziell anforderungsreich. Weiter habe man einzelne Bremskomponenten eingesetzt, die sich als nicht genügend wintertauglich erwiesen hätten. Unmittelbar nach der Eingrenzung des Problems hätten die RhB die Bremssohlen wieder auf den alten Typ zurückgewechselt. Diese seien dann auch im Winter 2011/2012 im Einsatz gewesen.
Die Lokomotive Ge  4/4 622 trug bis Juli 2010 das Aroser Gemeindewappen beidseitig in metallener Form und wurde dann – als Reminiszenz an die japanische Partnerbahn der RhB – mit japanischen Schriftzeichen übermalt. Anfang September 2014 wurde eine Lokomotive als Jubiläumsobjekt im Kleid der Arosabahn vorgestellt, verziert mit dem Sujet des Langwieser Viadukts. Die Präsentation dieses Fahrzeugs zusammen mit einer originalen Postkutsche aus der Zeit vor dem Bahnbetrieb bildete den Auftakt zum 100-jährigen Chur-Arosa-Jubiläum, das offiziell vom 12. bis 14. Dezember 2014 gefeiert wurde.

## Varia
Zum 100-jährigen Jubiläum der Bahnstrecke liess die RhB eigens einen Kurzfilm produzieren. Für seinen Streifen Chur Arosa Railway: A Trainlapse fertigte der Aroser Fotograf Alessandro Della Bella über 15’000 Fotos an, wovon die Hälfte im Film zu sehen sind. Der Soundtrack wurde von Michael Gertschen komponiert.
Im September 2016 wurde der «Arosa-Genussexpress» eingeführt. Jeweils am Freitagabend führt die Fahrt im 1930 erbauten Gourmino-Speisewagen von Chur nach Arosa und wieder zurück.

## Galerie

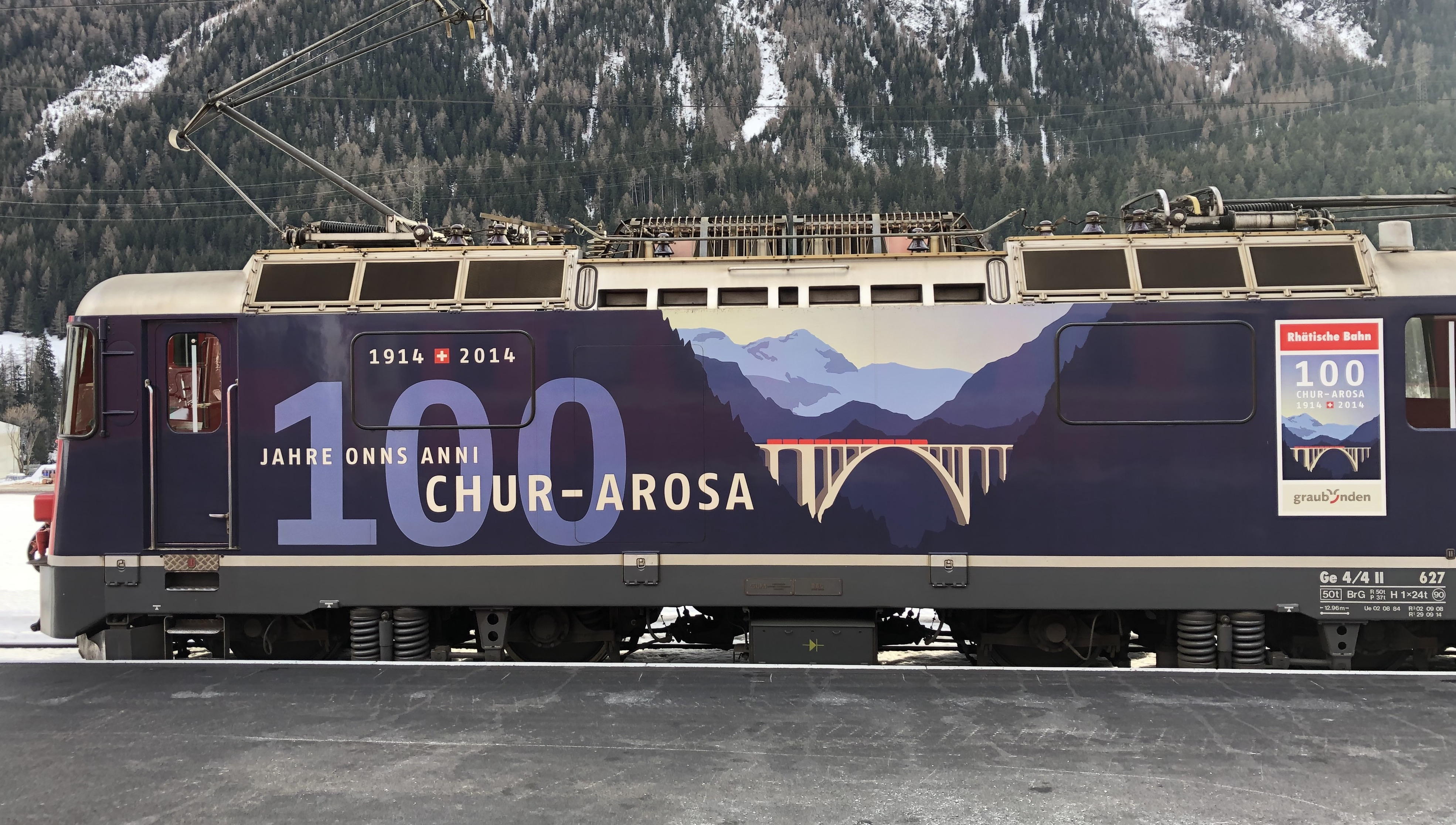
Lok zum Jubiläum der Strecke Chur-Arosa
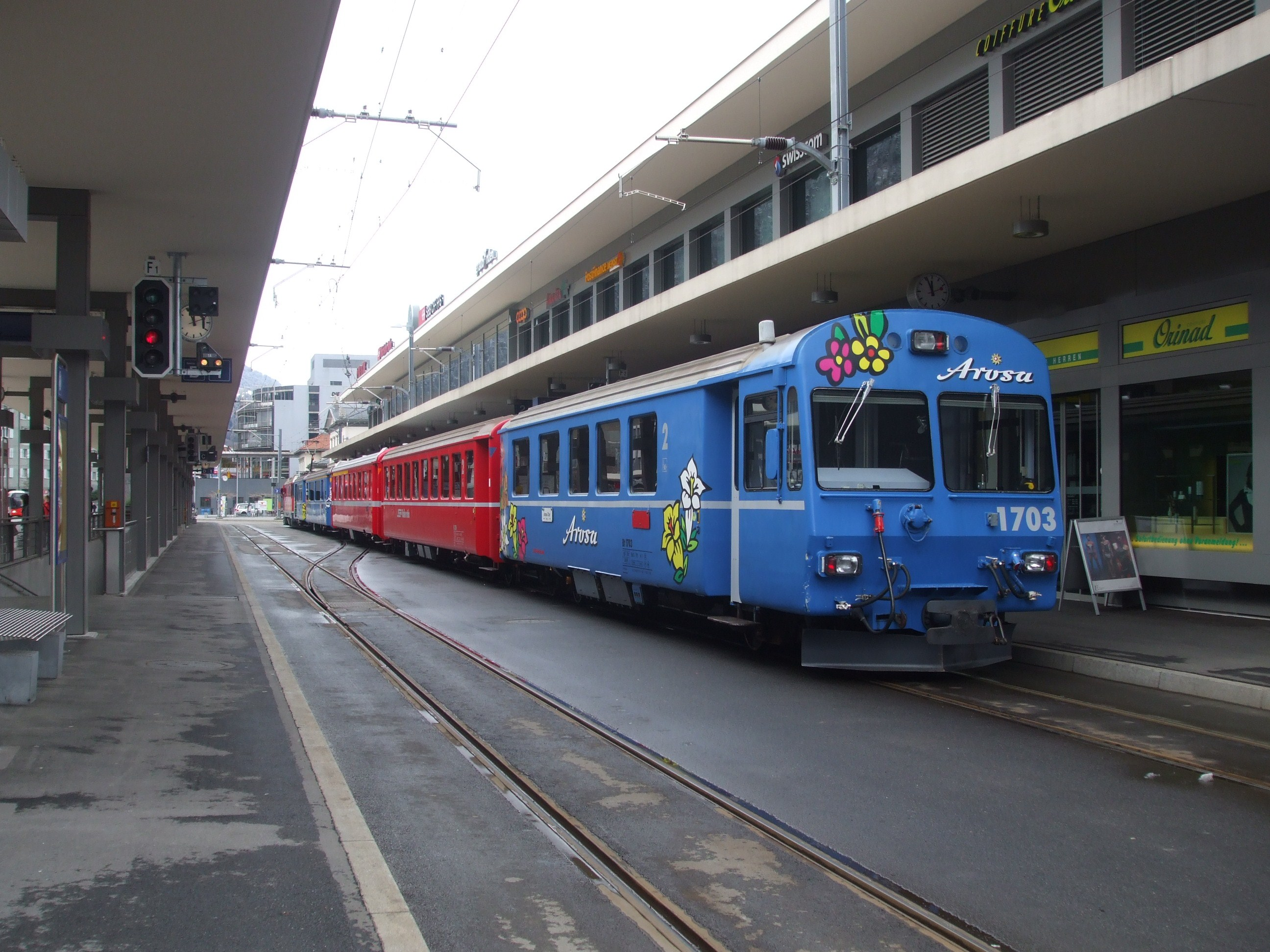
Abfahrtsstelle vor dem Bahnhof Chur
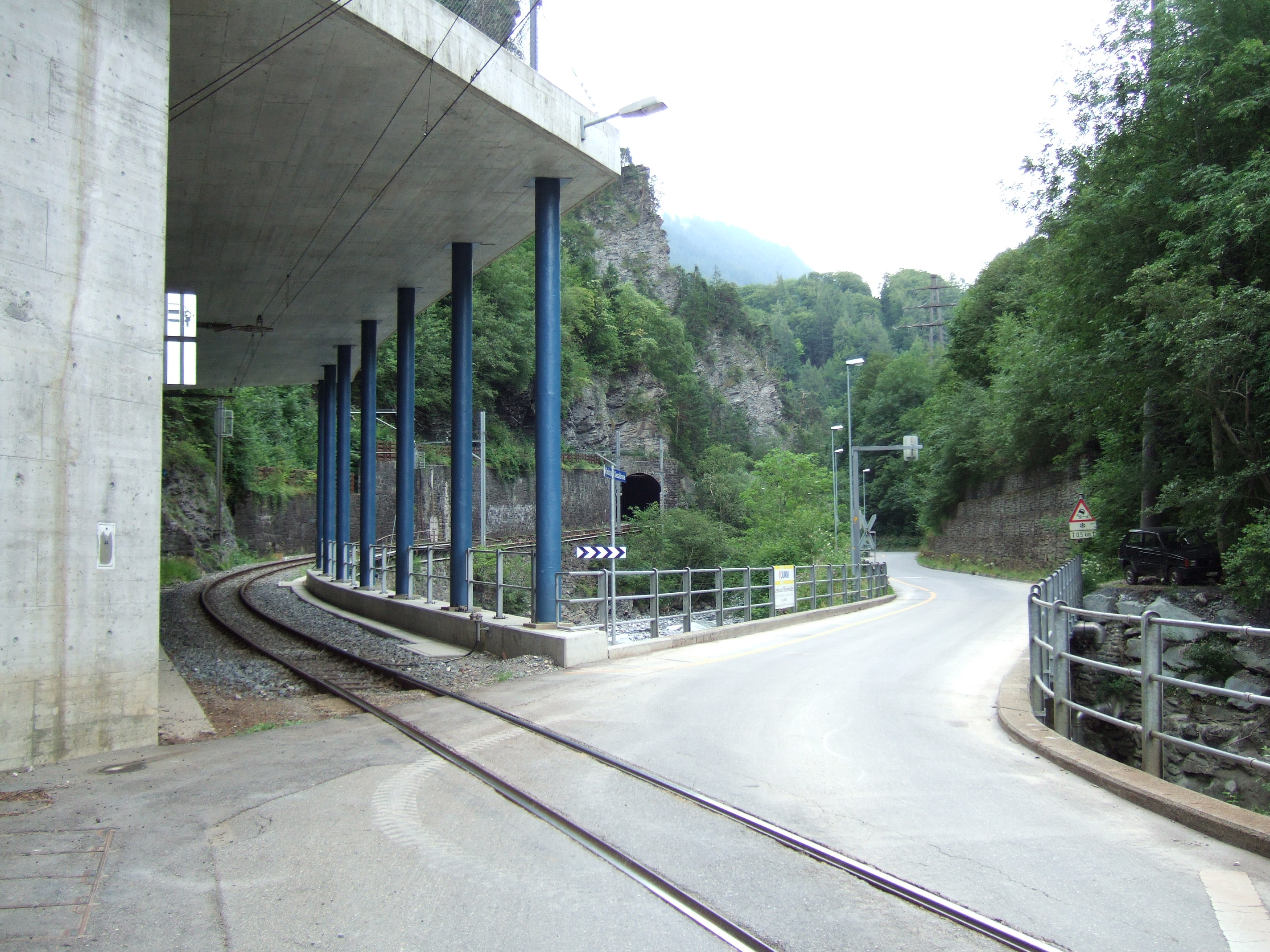
Ab der ehemaligen Haltestelle Chur-Sassal sind Bahn und Strasse unabhängig voneinander trassiert
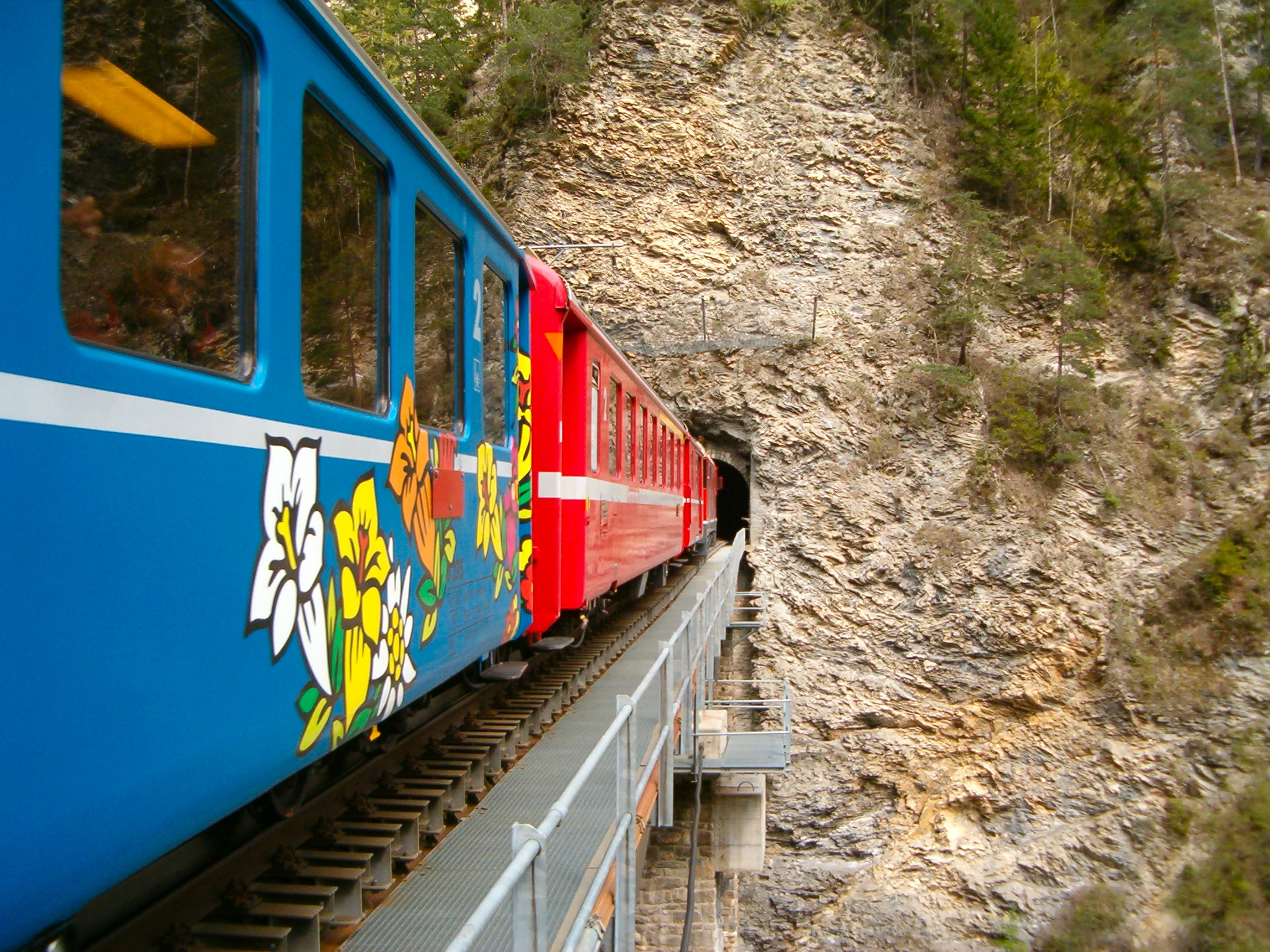
Castielertobel-Viadukt mit Bärenfalle-Tunnel
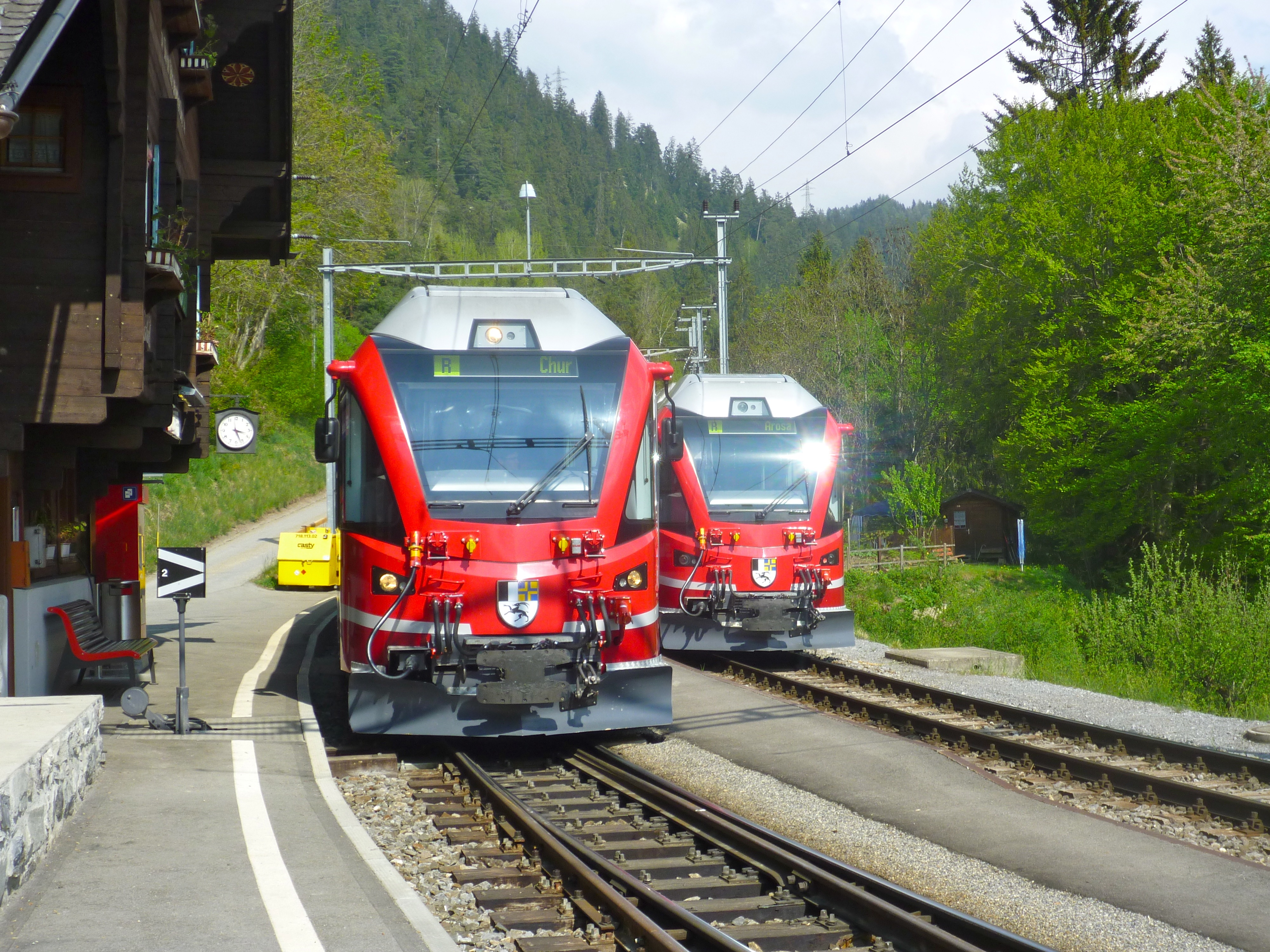
Zwei neue ABe 8/12-Kompositionen kreuzen in Lüen-Castiel
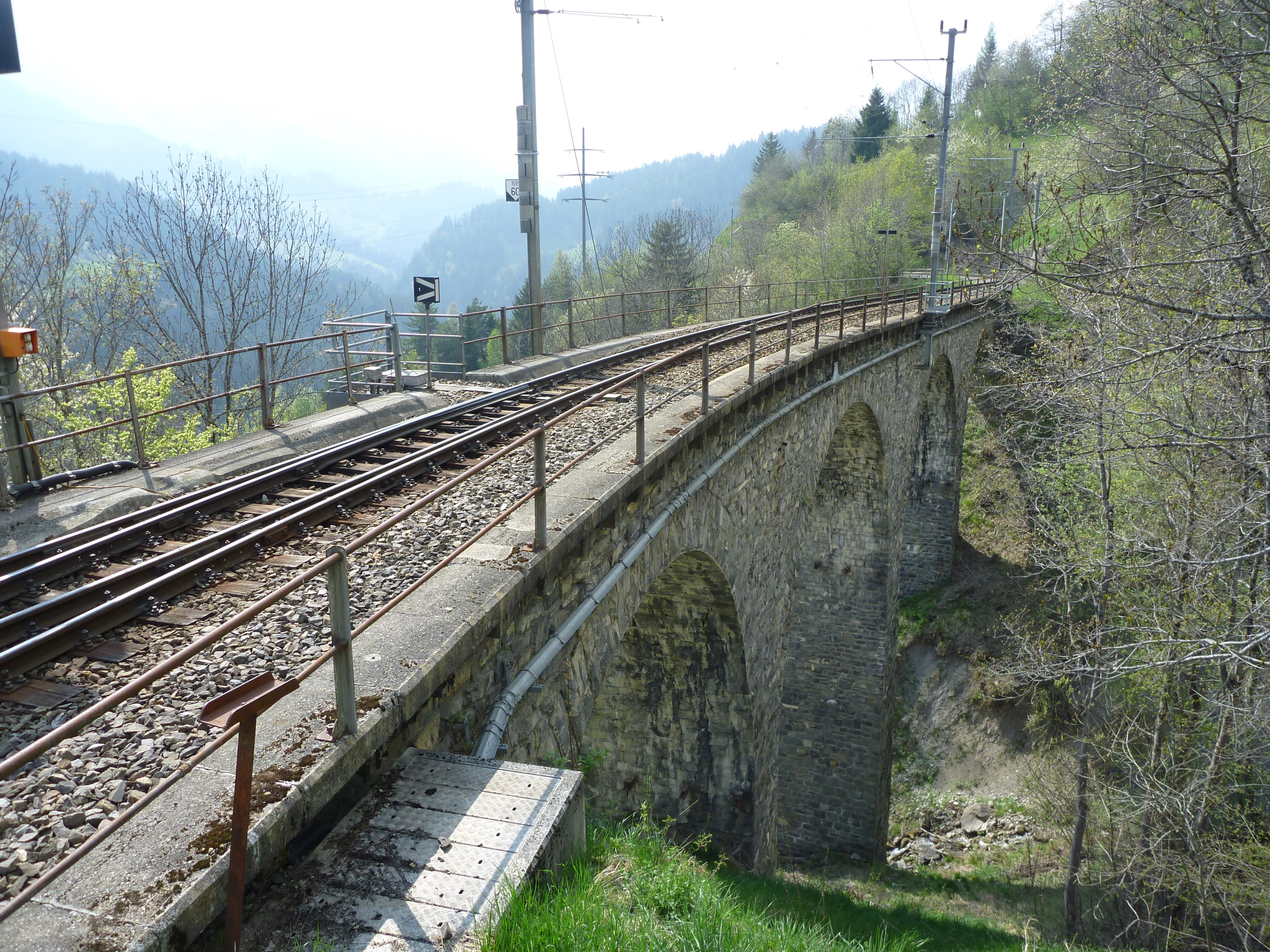
Lochbächli-Viadukt bei St. Peter-Molinis
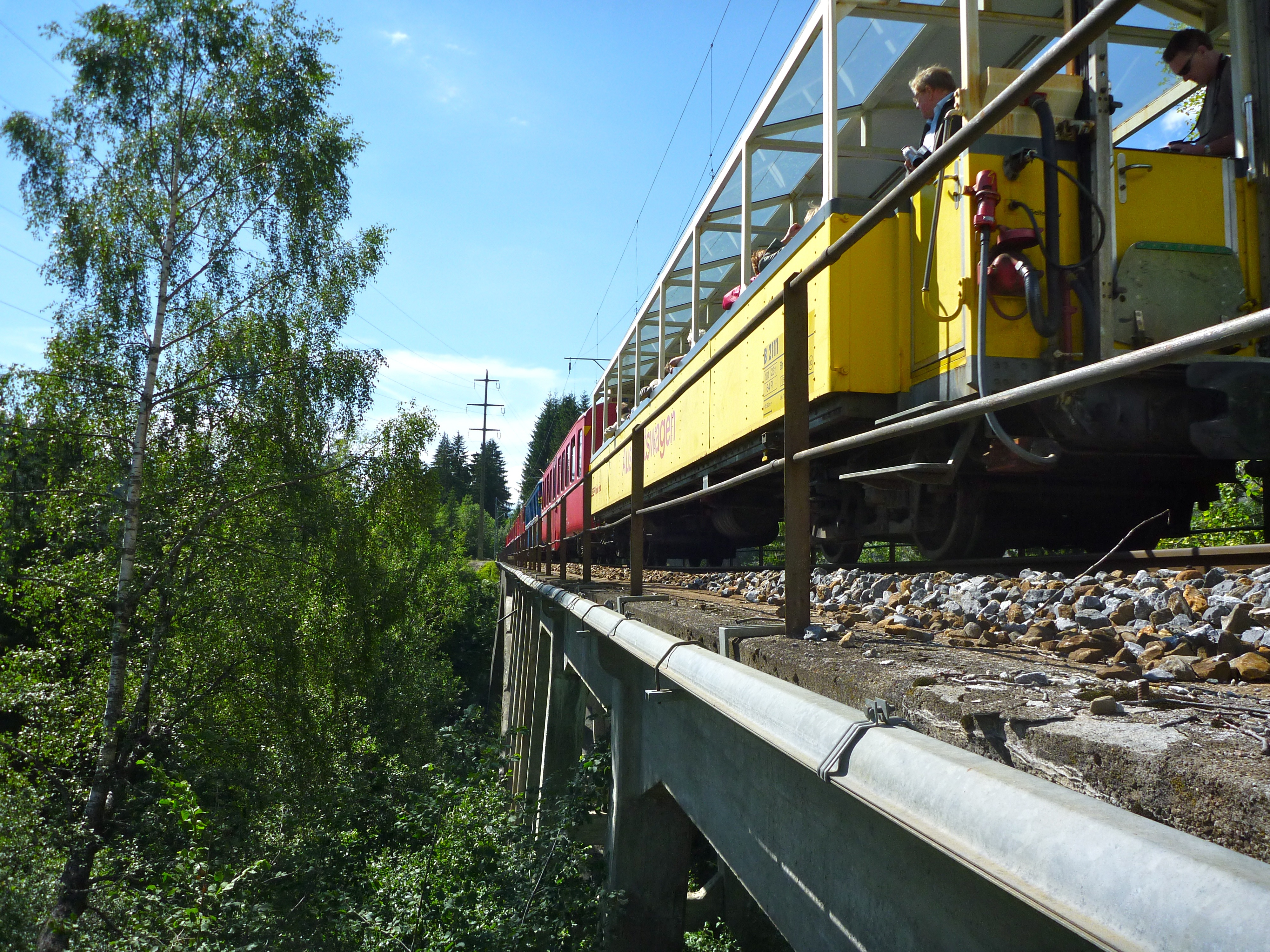
Regionalzug mit Aussichtswagen auf dem Gründjitobel-Viadukt
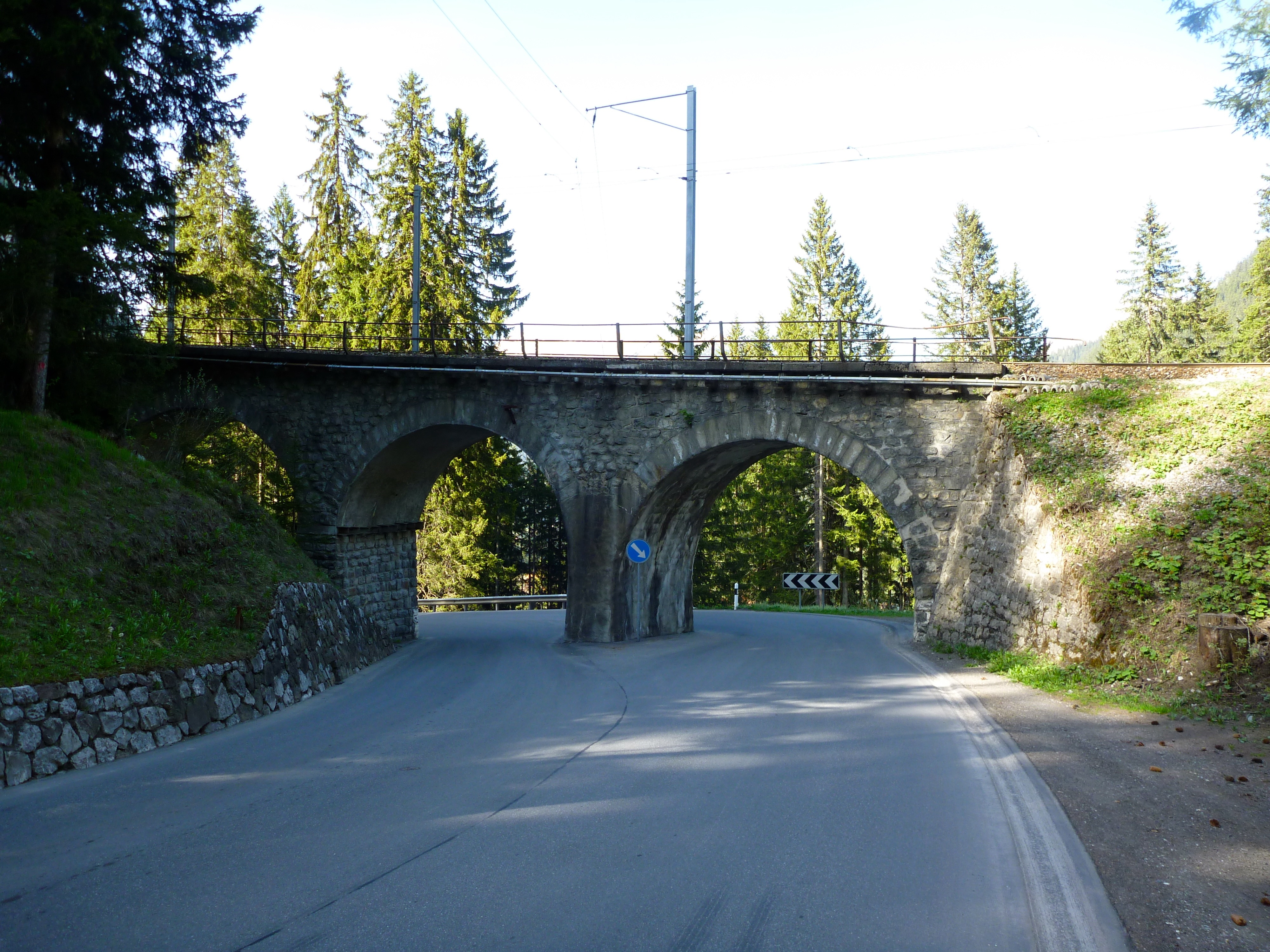
Der Bodenwaldviadukt vor dem Umbau: Erste Überquerung der Schanfiggerstrasse zwischen Litzirüti und Arosa